# Episodi di Chuck (quarta stagione)
La quarta stagione della serie televisiva Chuck negli Stati Uniti è stata trasmessa dalla NBC dal 20 settembre 2010 al 16 maggio 2011, ottenendo un'audience media di 5 580 000 telespettatori.
Tra le guest star della quarta stagione sono presenti: Summer Glau, Dolph Lundgren, Harry Dean Stanton, Olivia Munn, Nicole Richie, Linda Hamilton, Stacy Keibler, Lou Ferrigno, Armand Assante, Tia Texada, Batista, Eric Roberts, Joel David Moore, Ray Wise, Robert Englund e Timothy Dalton.
In Italia è andata in onda dal 6 agosto al 22 ottobre 2011 su Steel, canale della piattaforma Mediaset Premium. In chiaro è andata in onda dal 30 aprile al 25 maggio 2012 su Italia 1.
Gli antagonisti principali della stagione sono Alexei Volkoff, Vivian McArthur e Clyde Decker.
| nº | Titolo originale                      | Titolo italiano                    | Prima TV USA      | Prima TV Italia   |
| -- | ------------------------------------- | ---------------------------------- | ----------------- | ----------------- |
| 1  | Chuck Versus the Anniversary          | Chuck vs. l'anniversario           | 20 settembre 2010 | 6 agosto 2011     |
| 2  | Chuck Versus the Suitcase             | Chuck vs. la valigia               | 27 settembre 2010 | 6 agosto 2011     |
| 3  | Chuck Versus the Cubic Z              | Chuck vs. lo zircone               | 4 ottobre 2010    | 13 agosto 2011    |
| 4  | Chuck Versus the Coup D'Etat          | Chuck vs. il colpo di stato        | 11 ottobre 2010   | 13 agosto 2011    |
| 5  | Chuck Versus the Couch Lock           | Chuck vs. la finta morte           | 18 ottobre 2010   | 20 agosto 2011    |
| 6  | Chuck Versus the Aisle of Terror      | Chuck vs. il terrore               | 25 ottobre 2010   | 20 agosto 2011    |
| 7  | Chuck Versus the First Fight          | Chuck vs. la prima lite            | 1º novembre 2010  | 27 agosto 2011    |
| 8  | Chuck Versus the Fear of Death        | Chuck vs. il Belga                 | 15 novembre 2010  | 27 agosto 2011    |
| 9  | Chuck Versus the Phase Three          | Chuck vs. la fase tre              | 22 novembre 2010  | 3 settembre 2011  |
| 10 | Chuck Versus the Leftovers            | Chuck vs. Volkoff                  | 29 novembre 2010  | 3 settembre 2011  |
| 11 | Chuck Versus the Balcony              | Chuck vs. la terrazza              | 17 gennaio 2011   | 10 settembre 2011 |
| 12 | Chuck Versus the Gobbler              | Chuck vs. lo sbranatore            | 24 gennaio 2011   | 10 settembre 2011 |
| 13 | Chuck Versus the Push Mix             | Chuck vs. la contessa              | 31 gennaio 2011   | 17 settembre 2011 |
| 14 | Chuck Versus the Seduction Impossible | Chuck vs. la seduzione impossibile | 7 febbraio 2011   | 17 settembre 2011 |
| 15 | Chuck Versus the Cat Squad            | Chuck vs. la Cat Squad             | 14 febbraio 2011  | 24 settembre 2011 |
| 16 | Chuck Versus the Masquerade           | Chuck vs. la festa in maschera     | 21 febbraio 2011  | 24 settembre 2011 |
| 17 | Chuck Versus the First Bank of Evil   | Chuck vs. la banca del male        | 28 febbraio 2011  | 1º ottobre 2011   |
| 18 | Chuck Versus the A-Team               | Chuck vs. la nuova squadra         | 14 marzo 2011     | 1º ottobre 2011   |
| 19 | Chuck Versus the Muuurder             | Chuck vs. le reclute               | 21 marzo 2011     | 8 ottobre 2011    |
| 20 | Chuck Versus the Family Volkoff       | Chuck vs. il norseman              | 11 aprile 2011    | 8 ottobre 2011    |
| 21 | Chuck Versus the Wedding Planner      | Chuck vs. la wedding planner       | 18 aprile 2011    | 15 ottobre 2011   |
| 22 | Chuck Versus the Agent X              | Chuck vs. l'agente X               | 2 maggio 2011     | 15 ottobre 2011   |
| 23 | Chuck Versus the Last Details         | Chuck vs. gli ultimi dettagli      | 9 maggio 2011     | 22 ottobre 2011   |
| 24 | Chuck Versus the Cliffhanger          | Chuck vs. Decker                   | 16 maggio 2011    | 22 ottobre 2011   |

## Chuck vs. l'anniversario
- Titolo originale: Chuck Versus the Anniversary
- Diretto da: Robert Duncan McNeill
- Scritto da: Chris Fedak

### Trama
Chuck mostra a Morgan il nascondiglio sotterraneo nella sua vecchia casa a Encino, ha scoperto che sua madre Mary era una spia, Stephen la stava cercando, e Chuck intende trovarla, ma Sarah, Casey e Ellie non devono saperlo, dando per scontato che glielo impedirebbero. Sono trascorsi un po' di mesi, Sarah lavora con Casey alla cattura di Marco, lavora per una compagnia criminale chiamata Industrie Volkoff che opera nella fabbricazione e nella vendita di armi, raggiungono Marco in Cina tentando di rubargli dei generatori di EMP che verranno messi in commercio, non riescono a catturarlo ma si impadroniscono del generatore. Contemporaneamente Chuck e Morgan hanno fatto il giro del mondo per trovare indizi, finché non trovano il rifugio a Los Angeles dove Mary riceveva le sue missioni, e lì trova il dépliant di un ristorante dove viene elencato il menù. Chuck non ha più soldi per finanziare la sua indagine, ha finito il denaro che aveva risparmiato quando lavorava alla CIA, gli serve un lavoro, e scopre che il Buy More è stato ricostruito, parla con il nuovo direttore che si rivela essere la Beckman, è una copertura, tutti gli impiegati sono delle spie, adesso il Buy More è a tutti gli effetti una base della CIA e dell'NSA. La Beckman vuole che Chuck torni a lavorare per i servizi segreti, tanto che ha sabotato tutti i colloqui di lavoro che Ellie gli aveva preparato. È da tanto che Chuck e Sarah non si vedono, quest'ultima sente la mancanza del fidanzato, la Beckman fa in modo che Chuck raggiunga il castello, è lì che trova Sarah scoprendo che lei e Casey sono tornati da poco, Casey gli mostra il generatore EMP e Chuck ha un flash scoprendo che viene prodotto in una fabbrica in Venezuela, Casey spiega a Chuck che le Industrie Volkoff che producono questi generatori sono guidate da Alexei Volkoff. Chuck nota che le industrie Volkoff usano un marchio simile a quello del dépliant, le pietanze nel menù sono solo armi che le Industrie Volkoff vende alla clientela. Chuck sospetta che le Industrie Volkoff siano correlate con la scomparsa di Mary, dunque telefona al numero sul dépliant fingendo di voler comprare armi per ricreare l'Anello, quindi gli viene dato appuntamento nella loro sede centrale a Mosca. Sarah e Casey, a bordo del jet, vanno in Venezuela, ma Marco riesce a dirottarlo e li cattura portandoli nella base a Mosca delle Industrie Volkoff, lui vuole interrogarli dando per scontato che sappiano dove trovare Chuck e Morgan, infatti Marco crede erroneamente che siano due agenti della CIA affermando che negli ultimi mesi loro due sono riusciti ad avvicinarsi alle Industrie Volkoff come nessuno ci era mai riuscito, dal momento che Chuck e Morgan usano sempre i mezzi pubblici per spostarsi trovarli è stato impossibile. Arrivati alla base delle Industrie Volkoff, Chuck e Morgan trovano la sala computer, Chuck cerca di violare il loro sistema sperando di trovare informazioni su Mary, ma quando lui e Morgan scoprono che Sarah e Casey sono lì, decidono di salvarli. Chuck da tempo non combatte usando l'Intersect 2.0 ma riesce ad attivare un flash sconfiggendo gli uomini di Marco, poi Chuck e Morgan portano in salvo Sarah e Casey e usando un generato EMP scatenano un black out con cui favoriscono la fuga, per poi allontanarsi con un autobus. Chuck mette al corrente anche Sarah e Casey delle sue indagini per cercare la madre, i due accettano di aiutarlo ma è necessario contare sulle risorse dei servizi segreti pertanto Chuck deve tornare a lavorare alla CIA, tuttavia ritengono che sia meglio evitare che la Beckman sappia delle sue vere intenzioni. Chuck non ha il coraggio di rivelare a Ellie che è tornato a essere una spia, specialmente quando la sorella gli rivela di essere incinta. Sarah spiega a Chuck che ha fatto delle ricerche su Mary scoprendo che quando lavorava alla CIA il suo nome in codice era "Frost". Marco fa convocare Mary, spiegandole che ha scoperto che suo figlio la sta cercando, per ora non ha informato Alexei, a quel punto Mary uccide Marco senza pietà.
- Guest star: Linda Hamilton (Mary Elizabeth Bartowski), Olivia Munn (Greta), Larry Cedar (Giornalista), Katie Cleary (Laura), Harry Dean Stanton (Harry), Dolph Lundgren (Marco), Joshua Rush (Chuck da bambino).

- Nota. Dolph Lundgren in questo episodio recita nella parte di un criminale russo e per minacciare Casey pronuncia la battuta «Io ti spiezzo in due»; chiaro omaggio a Rocky IV in cui Lundgren interpreta il pugile sovietico Ivan Drago e usa la frase per minacciare il personaggio interpretato da Silvester Stallone.

## Chuck vs. la valigia
- Titolo originale: Chuck Versus The Suitcase
- Diretto da: Gail Mancuso
- Scritto da: Rafe Judkins e Lauren LeFranc

### Trama
La Beckman affida una missione a Chuck e Sarah: un suo agente è stato ucciso dalla modella Sofia Stepanova, il suo lavoro tuttavia è solo una copertura, lei è una trafficante d'armi che lavora per le Industrie Volkoff, viaggiando per le varie sfilate di moda incontra acquirenti a cui vendere armi, ciò che vuole la Beckman è che Chuck e Sarah vadano a Milano e recuperino dei proiettili intelligenti in cui sono montati dei chip che permettono alle pallottole di deviare la loro traiettoria, attualmente sono in possesso di Sofia. Chuck ha notato che Sarah, benché viva con lui da 8 mesi non ha ancora disfatto la sua valigia, lei si nasconde dietro al lavoro affermando che essendo una spia, dovendo sempre viaggiare, è più pratico non disfarla. Chuck e Morgan suggeriscono a Casey di accettare il suo lavoro sotto copertura a Burbank con più ottimismo tentando di convincerlo ad allacciare un rapporto con la figlia Alex, che Casey frequenta raramente. Devon, quando va al Buy More, nota l'eccessiva efficienza del personale, non tarda a capire che sono delle spie, ciò mette in allarme Morgan che fa notare alla Beckman che se il Buy More viene gestito con troppa diligenza attirerà l'attenzione e non sarà una copertura su cui la CIA possa fare affidamento, suggerendo di affiancare alle spie i vecchi dipendenti pigri e inaffidabili in modo da non destare sospetti. Chuck e Sarah vanno a Milano, e nella suite di Sofia trovano i proiettili intelligenti all'interno di una cassaforte, e riescono a rubarli. Di ritorno a Burbank la Beckman spiega a Chuck e Sarah che i chip montati sui proiettili recuperati sono falsi. Intanto Casey e Morgan trovano Jeff e Lester che da un po' vivevano in latitanza, sono pronti a ridare a entrambi il lavoro al Buy More spiegando a tutti e due che non c'è più nessun capo d'accusa contro di loro riguardo all'esplosione che distrusse il precedente Buy More. Sarah, pur di rendere felice Chuck, decide di disfare la valigia ma lui la convince a non farlo, affermando che Sarah dovrà disfarla solo quando si sentirà pronta, è consapevole che cambiando identità stando accanto al padre e la sua carriera alla CIA non le hanno mai permesso di mettere radici, ma in fondo ammette di amarla anche perché lei è diversa dalle altre donne. Chuck poi ha un'intuizione, aveva notato che stranamente Sofia portava sempre lo stesso abito di paillettes benché ne avesse tanti, ora ha capito che i chip sono nascosti nell'abito. Chuck e Sarah tornano a Milano, durante la sfilata Sarah ruba il vestito di Sofia indossandolo lei stessa. Sofia affronta Sarah mentre Chuck sconfigge le sue guardie del corpo, Sarah combatte contro Sofia sulla passerella riuscendo a metterla al tappeto. Sofia viene arrestata e i chip sono stati recuperati. Casey decide di provare a essere più presente nella vita di Alex, mentre Ellie quando va al Buy More vede i vecchi dipendenti che vi lavorano, cosa che le impedisce di sospettare che sia una copertura della CIA. La Beckman rinuncia al ruolo di store manager del Buy More affidandolo a Morgan. Sarah finalmente disfa la sua valigia perché vuole che quella che condivide con Chuck possa essere la prima casa che possa considerare tale, Chuck nota che Sarah porta sempre nella sua valigia una foto di loro due insieme, come lei stessa afferma in ogni caso è Chuck la sua vera casa.
- Guest star: Karolína Kurková (Sofia Stepanova), Isaiah Mustafa (Rick Noble), Bronson Pinchot (Victor), Lou Ferrigno (Guardia del corpo di Sofia).

## Chuck vs. lo zircone
- Titolo originale: Chuck Versus The Cubic Z
- Diretto da: Norman Buckley
- Scritto da: Nicholas Wootton

### Trama
Sarah e Chuck avevano in programma un viaggio a Montecarlo ma sono costretti a rimanere al castello per tenere sotto controllo due prigionieri, dovevano essere scortati in carcere ma il furgone che li trasportava ha avuto un guasto, dunque in attesa che un elicottero li prelevi dovranno rimanere al castello. Il Buy More deve gestire una clientela impaziente che aspetta il lancio di un videogioco in vendita, intanto Big Mike chiede a Morgan il permesso di sposare sua madre, gli affida anche l'anello di fidanzamento, oltre a chiedergli un impiego al Buy More. Chuck e Sarah scoprono che i detenuti che devono sorvegliare sono due loro vecchie conoscenze: Hugo Panzer e Heather Chandler. Chuck per merito dell'Intersect 2.0 ha un flash guardando Heather scoprendo che lei in passato ebbe a che fare con Frost. Chuck e Sarah provano a interrogarla promettendole di inserirla nel programma di protezione testimoni se decide di offrire qualche informazione su Frost, ma si rifiuta di farlo sapendo che stanno mentendo, si limita solo ad informarli che ebbe modo di conoscere Frost in Birmania. Panzer uccide le guardie di sicurezza, infatti Volkoff lo ha incaricato di uccidere Heather, colpevole di avergli mandato a monte un affare, è stato Volkoff ad architettare il trasferimento nel castello in modo da tendere un agguato a Heather. Chuck e Sarah cercano di proteggerla, in ogni caso Heather coglie l'occasione per provocare Sarah, cercando di minare la fiducia che Chuck ha in lei, affermando che Chuck farebbe meglio a non illudersi perché Sarah è come lei, non è capace di provare affetto per gli altri perché è una manipolatrice e al fianco di Sarah non avrà mai una famiglia. Heather tenta poi di fuggire ma Sarah riesce a catturarla, mentre Casey cattura Panzer. Arriva un elicottero della CIA a prelevare i due prigionieri ma Casey nota che Panzer è fin troppo rilassato e capisce che è una trappola, quelli non sono agenti della CIA ma sicari di Volkoff, i quali sparano ferendo Casey alla gamba, Panzer scappa ma Chuck lo insegue. Sebbene Sarah avesse la possibilità di consegnare Heather agli scagnozzi di Volkoff e assicurarsi la salvezza, decide di aiutarla, Sarah e Heather affrontano insieme i mercenari di Volkoff sconfiggendoli. I clienti in attesa del videogioco, spazientiti, fanno vandalismo al Buy More, interviene Big Mike che riesce a calmarli, Panzer tenta la fuga dal Buy More, Chuck lo affronta e lo cattura, anche perché Big Mike mette al tappeto Panzer con taser elettrico credendo erroneamente che fosse solo un cliente molesto. Panzer e Heather vengono portati via dal castello, quest'ultima adesso ha capito di essersi sbagliata perché Sarah non è più come lei, è una persona capace di amare e provare dei sentimenti sinceri, Heather spiega a Chuck che non ha informazioni utili su Frost, l'unica cosa che può dirgli è che la madre di Chuck stranamente era sempre al fianco di Volkoff ma non aveva capito in che rapporti erano. Sarah confessa a Chuck che ormai ha capito di essere cambiata, una volta era come Heather, ma adesso ha compreso di non voler più tornare a essere la donna che era un tempo. Morgan accorda a Big Mike il permesso di sposare sua madre, ma purtroppo nel tentativo di gestire i clienti quando stavano vandalizzando il Buy More l'anello gli è caduto, finendo in una griglia, l'anello cade fino ad arrivare al castello, quando Chuck è insieme a Sarah lo vede per terra, si china a raccoglierlo mostrandolo a Sarah, in una scena che sembra quasi una proposta di matrimonio.
- Guest star: Nicole Richie (Heather Chandler), Stacy Keibler (Victoria Dunwoody), Steve Austin (Hugo Panzer).

## Chuck vs. il colpo di stato
- Titolo originale: Chuck Versus the Coup D'Etat
- Diretto da: Robert Duncan McNeill
- Scritto da: Josh Schwartz e Chris Fedak

### Trama
Juan Pablo Turrini, capo della polizia segreta del Costa Gravas, va a Burbank facendo le veci di Goya che desidera invitare Devon e Ellie nel suo palazzo in Costa Gravas dal momento che Goya è ancora riconoscente a Devon per averlo salvato. L'invito viene esteso anche a Chuck e Sarah, i quali provano ancora dell'imbarazzo dopo l'equivoco dell'anello di fidanzamento, Chuck non esclude la possibilità che un giorno chiederà a Sarah di sposarlo ma non è sicuro se lei accetterebbe. Casey ha notato che Alex e Morgan si frequentano molto spesso, infatti amano la loro reciproca compagnia. Nel Costa Gravas, alla festa al palazzo di Goya, quest'ultimo presenta agli invitati sua moglie Hortencia, quest'ultima inaspettatamente scatena un colpo di stato con la complicità delle guardie di sicurezza che sono passate dalla sua parte, spodestando il marito. Chuck e Sarah portano via Goya, Juan, Devon e Ellie, durante la fuga Sarah scatta delle fotografie a un pannello di controllo dentro al palazzo, poi raggiungono Burbank con un jet. Goya non si sente al sicuro nella propria ambasciata temendo che pure lì ci siano dei traditori, decide infatti di farsi ospitare a casa di Casey. Chuck guardando le foto scattate da Sarah ha un flash scoprendo che si tratta di un pannello nucleare, Goya ammette che il Costa Gravas ha a sua disposizione delle testate nucleari che possono essere attivate con due chiavi, la prima è in suo possesso mentre la seconda è custodita da Hortencia. Casey, ai tempi in cui aveva cercato di attentare alla vita di Goya, ammette che già allora sospettava che Juan volesse un colpo di stato oltre al fatto che si era accorto dell'infatuazione che Juan ha per Hortensia, ora ha capito che Juan e Hortensia sono complici. Casey punta la pistola contro Juan ma quest'ultimo, insieme ai suoi uomini, lo tiene sotto tiro, Goya tramortisce Casey consegnandosi a Juan, infatti Goya ha agito così per impedire la morte di Casey. La Beckman manda Chuck, Sarah e Casey in Costa Gravas, devono rimettere Goya al potere e disfarsi delle armi nucleari. Una volta giunti al palazzo, Chuck e Sarah, avendo capito che il desiderio di Hortensia di rovesciare il governo del marito è solo un riflesso dei loro problemi coniugali, li spingono a comunicare: Hortencia aveva sostenuto Goya quando lui prese il controllo del potere ma da allora non ha fatto altro che relegarla a un ruolo secondario, Goya giura di amarla ancora e che ha bisogno di lei per guidare il Costa Gravas promettendole anche un titolo politico, i due si riconciliano, Juan cerca di uccidere Goya ma Chuck lo mette fuori combattimento e Casey lo cattura. Una squadra della CIA giunge a Costa Gravas per smantellare le testate nucleari, Chuck ha un flash scoprendo che Goya le acquistò dalle Industrie Volkoff, Chuck gli chiede se ebbe modo di conoscere Frost, ma Goya afferma di non averla mai incontrata di persona, lo mette in guardia affermando che Volkoff è pericoloso tanto che persino Goya preferirebbe non averlo come nemico. Morgan capisce di provare dei sentimenti per Alex, ma teme la reazione di Casey, poi Alex va a trovarlo al Buy More ammettendo che vuole da lui più di un'amicizia e infine si baciano. Chuck e Sarah tornano a casa e mentre sono a letto, quest'ultima approfitta del fatto che Chuck sta dormendo per confessargli che niente le impedirà di amarlo e che se le avesse chiesto di sposarla lei gli avrebbe detto di sì.
- Guest star: Armand Assante (Alejandro Goya), Tia Texada (Hortencia Goya), Alex Fernandez (Juan Pablo Turrini), Mekenna Melvin (Alex McHugh), Todd Sherry (dott. Fred Hornblower).

## Chuck vs. la finta morte
- Titolo originale: Chuck Versus the Couch Lock
- Diretto da: Michael Schultz
- Scritto da: Henry Alonso Myers

### Trama
L'episodio inizia con flashback, 1999 in Iran sui Monti Zagros Casey e la sua unità composta da Packerd, MacKintosh e T.I. entra in un caveau nascosto nel deserto, al suo interno sono custoditi dei lingotti d'oro, la missione è quella di chiudere i lingotti nel caveau in modo che non vengano venduti per finanziare operazioni terroristiche, tuttavia gli uomini di Casey intendono impadronirsi dei lingotti, Casey però riesce ad arrestare i traditori. Tornando agli eventi presenti, Chuck e Sarah scoprono che Volkoff gestisce una fitta rete di prigioni, dei black side, temendo che Mary sia prigioniera in una di quelle strutture, Chuck scopre che tra i mercenari di Volkoff ci sono proprio Packered, MacKintosh e T.I. che da tempo erano evasi dal carcere, e dunque decide di catturarli per estorcere ai tre delle informazioni, ciò che loro vogliono è la mano di Casey, perché il sistema di sicurezza del caveau dove l'oro è nascosto, è stato impostato affinché venga aperto solo con lo scanner delle impronte digitali di Casey. Morgan e Alex ormai stanno insieme ma non hanno ancora avuto il coraggio di confessarlo a Casey. A Chuck viene in mente in piano: Casey deve inscenare la propria morte, verrà organizzato anche un finto funerale, dando per scontato che i tre obiettivi vi prenderanno parte, Chuck e Sarah, con l'aiuto di una squadra di agenti appostati, tenderanno una trappola ai tre mercenari. Chuck si sente un po' a disagio quando la Beckman si complimenta con lui dato che si sta dimostrando abbastanza cinico da mettere in pericolo Casey pur di portare e termine una missione. Chuck fa assumere a Casey una dose di tetrodotossina modificata che lo farà sembrare apparentemente morto. Durante il funerale, Packard, MacKinstosh e T.I. con un piano astuto riescono a rapire Casey evitando la cattura, quest'ultimo è inerme per via della tetrodotossina. Quando lo portano nel loro nascondiglio, Casey si riprende e riesce a fuggire, anche con l'aiuto di Jeff e Lester. Purtroppo Chuck e Sarah, credendo che Casey fosse ancora in pericolo, vanno nel nascondiglio ma si fanno catturare dai mercenari. Morgan riceve la visita di T.I. che lo informa che stanno portando Chuck e Sarah nel caveau in Iran, loro vogliono che Casey li raggiunga. Casey, pur essendo arrabbiato con Morgan dopo che quest'ultimo gli rivela che lui e Alex ora sono una coppia, lo porta comunque con sé in Iran. Quando Sarah e Chuck vengono portati nel caveau quest'ultimo chiede ai suoi sequestratori se Frost è tenuta prigioniera da Volkoff, ma loro gli spiegano che ha equivocato: MacKintosh gli confessa che Frost è il braccio destro di Volkoff. Arrivano Casey e Morgan i quali manomettono l'impianto elettrico del caveau ma Morgan senza volerlo allaga la struttura, tuttavia ne approfitta per usare un cavo elettrico per far perdere i sensi a Packerd, MacKintosh e T.I. con una scossa elettrica per merito dell'acqua, salvando i suoi amici. Tornati a Burbank, Morgan organizza una festa alla quale partecipano Chuck, Sarah, Alex, Ellie, Devon e Casey, quest'ultimo ha cambiato idea e decide di non opporsi alla storia tra Morgan e la figlia. Chuck spiega a Sarah che ha deciso di riconsiderare le sue priorità, adesso che ha scoperto che sua madre forse è una criminale, non intende più cercarla, tenendo presente che ossessionato dal volerla trovare ha messo in pericolo Sarah, Morgan e Casey. Tuttavia a fine episodio, Chuck riceve una telefonata da sua madre, che vuole incontrarlo.
- Guest star: Eric Roberts (Packard), Dave Bautista (T. I.), Mekenna Melvin (Alex McHugh), Joel David Moore (MacKintosh).

## Chuck vs. il terrore
- Titolo originale: Chuck Versus the Aisle of Terror
- Diretto da: John Stuart Scott
- Scritto da: Craig DiGregorio

### Trama
Mary dà appuntamento a Chuck al parco giochi, lui raggiunge il posto insieme a Sarah, e finalmente Chuck dopo tanti anni incontra la madre. Lei afferma che è già a conoscenza del fatto che il figlio ha scaricato nel suo cervello l'Intersect 2.0, rivela inoltre di lavorare come infiltrata nelle Industrie Volkoff in una missione chiamata Operazione Isis, ma Sarah non le crede perché in nessun fascicolo viene menzionata una missione sotto copertura riguardante le Industrie Volkoff. Mary le spiega che ogni documentazione è stata cancellata per sicurezza, ma in ogni caso li mette in guardia da una minaccia: il dottor Stanley Wheelwright ha progettato un gas nervino che genera in chi lo inala uno stato di paura chiamato Atroxium, Mary ha convinto Wheelwright a venire a Los Angeles facendogli credere che Chuck è un acquirente, in questo modo la CIA toglierà dal mercato l'Atroxium. È arrivato Halloween, e Morgan affida a Jeff e Lester il compito di decorare il Buy More, i due creano il "Corridoio del Terrore". Al ristorante dove Chuck deve trattare con Wheelwright per l'acquisto dell'Atroxium arriva Mary che spara a suo figlio in pieno petto e fugge via con Wheelwright, fortunatamente Chuck sopravvive dato che indossava un giubbotto antiproiettile. Casey si offre di aiutare Sarah nelle indagini, conosce una persona alla sicurezza nazionale che si occupa di documentazioni occultate, forse potrebbe fornirgli delle informazioni sull'Operazione Isis. Mary raggiunge Chuck al Buy More e lo convince a salire nella sua auto, lo conduce da Wheelwright ora Chuck può arrestarlo e requisire l'Atroxium. Mary gli ha sparato perché sapeva che il figlio indossava il giubbotto antiproiettile, tra l'altro Volkoff ha visto la scena dalla videocamera del ristorante e ora crederà che Chuck sia morto. Quest'ultimo rivela alla madre che Ellie aspetta un bambino, provando a convincerla a vederla, Mary ammette di aver rimpianto la scelta di anteporre il lavoro alla famiglia avendo rinunciato ai suoi figli. Mary si avvicina a Ellie mentre lei è in un negozio di peluche, ma senza farsi notare. Intanto Casey grazie al suo contatto entra in possesso dei fascicoli dell'Operazione Isis. Wheelwright viene condotto al castello, ma riesce a liberare l'Atroxium, lui ne è immune ma Chuck inalandolo è in preda alla paura, Wheelwright lo costringe a farlo fuggire attraverso il Buy More, ciò che vuole Wheelwright a farla pagare a Mary e ucciderla. Chuck però fa in modo che il Corridoio del Terrore scateni tutta la paura di Wheelwright che infatti perde il controllo, e Sarah ne approfitta per catturarlo. Casey spiega a Sarah che Mary ha mentito: l'Operazione Isis è stata annullata già da 20 anni, Mary ha semplicemente disertato dalla CIA. Mary accetta di presentarsi a un appuntamento con i suoi figli in un ristorante portando con sé il peluche che Ellie voleva comprare per il bambino, ma prima di poter vedere sua figlia Sarah arresta la donna sotto lo sguardo di Chuck, quest'ultimo infine confessa a Ellie che Mary è una spia. 
- Guest star: Linda Hamilton (Mary Elizabeth Bartowski), Morgan Fairchild (dott. Honey Woodcomb), Roland Kickinger (Guardia del corpo di Volkoff), Robert Englund (dott. Stanley Wheelwright).

## Chuck vs. la prima lite
- Titolo originale: Chuck Versus the First Fight
- Diretto da: Allan Kroeker
- Scritto da: Rafe Judkins e Lauren LeFranc

### Trama
Chuck è arrabbiato con Sarah per l'arresto di Mary ma non ha ancora il coraggio di confrontarsi con lei dal momento che da quando si sono messi insieme non hanno ancora avuto la loro prima lite come coppia. Chuck nel nascondiglio della casa a Encino non trova niente nel materiale raccolto dal padre che possa confermare che Mary non è una traditrice, Morgan gli fa tenere presente che è strano che Stephen abbia lasciato tutto nelle mani di Chuck invece che affidare qualcosa di altrettanto importante anche a Ellie. Chuck domanda alla sorella se Stephen le avesse lasciato qualcosa ma Ellie non ha mai ricevuto nulla dal padre dopo la sua morte. Chuck parla da solo con Mary nella sala interrogatori, e lei ammette che disertò dalla CIA perché Volkoff stava per scoprire che lavorava per l'agenzia, decise poi di farsi arruolare nell'MI6 che aiutò Mary a sostenere la sua copertura. Mary spiega a Chuck che solo il suo referente dell'MI6 Gregory Tuttle può confermare la veridicità delle sue parole, quindi Chuck e Tuttle si danno appuntamento, ma entrambi vengono catturati dai mercenari delle Industrie Volkoff, i due vengono portati in un jet privato, ma riescono a fuggire con dei paracadute. Ellie, che comunicava con suo padre tramite degli annunci sul giornale, nota che da quando è morto c'è sempre lo stesso annuncio sul giornale riguardante la vendita di una Ford Mustang 68. Morgan parla con Mary, e lei in sua presenza diventa più arrendevole dato che Morgan è amico di Chuck dall'infanzia, Morgan la convince a collaborare con la CIA promettendole che le farà vedere Ellie. Sarah e Casey scortano Mary a casa di Ellie, finalmente madre e figlia si rivedono dopo tanto tempo, successivamente Sarah è costretta a portarla via, Mary decide di essere collaborativa con Sarah conducendola nella banca dove troverà le prove della sua innocenza, anche Chuck e Tuttle vanno lì, perché sono custoditi alcuni floppy disk triangolari dove ci sono le prove della collaborazione tra Mary e l'MI6, ma che possono essere letti solo da un computer, il Phalanx XR-12, nella casa a Encino Stephen ne conservava uno. Nella banca arrivano i mercenari delle Industrie Volkoff, a quel punto Sarah e Chuck li affrontano riuscendo a sconfiggerli, contemporaneamente i due litigano perché Chuck ammette che è estenuante che Sarah voglia sempre proteggerlo piuttosto che fidarsi di lui. Un mercenario di Volkoff spara a Chuck, ma a prendersi la pallottola è Tuttle che lo protegge, quest'ultimo non vuole che Chuck, Mary e Sarah sprechino tempo a soccorrerlo preferendo che invece usino i floppy disk per provare l'innocenza di Mary. Tuttle viene lasciato solo in banca in attesa che Morgan e Casey vengano a soccorrerlo, intanto Chuck e Sarah portano Mary nella casa a Encino, ma stranamente una volta inseriti i floppy disk nel Phalanx XR-12 non emergono dati, inoltre quando Morgan e Casey vanno in banca non trovano Tuttle, il quale è scomparso. Mary nella sua vecchia casa trova un dispositivo che inibisce l'Intersect e lo usa contro Chuck che adesso non può più attivare i flash, fa la sua comparsa Tuttle che tramortisce Sarah e Chuck, poi lui e Mary li legano a delle sedie. Tuttle è in realtà Alexei Volkoff, era tutta una messa in scena, Volkoff voleva che Mary lo conducesse nel nascondiglio dove Stephen aveva raccolto tutte le informazioni che aveva sulle Industrie Volkoff, inoltre è già consapevole che Orion e Frost erano marito e moglie, affermando che lei aveva deciso di abbandonare Stephen preferendo lavorare per le Industrie Volkoff. Alexei mette delle bombe nella casa, poi lui e Mary fuggono lasciando lì Chuck e Sarah, ma quest'ultima con una lama che Mary le ha passato di nascosto taglia le corde che legavano e libera anche Chuck, i due fuggono prima che la casa salti in aria. Ellie riesce a rintracciare la Ford Mustang che suo padre le aveva lasciato in eredità.
- Guest star: Linda Hamilton (Mary Elizabeth Bartowski), Timothy Dalton (Alexei Volkoff)

## Chuck vs. il Belga
- Titolo originale: Chuck Versus the Fear of Death
- Diretto da: Robert Duncan McNeill
- Scritto da: Nicholas Wootton

### Trama
La Beckman dà a Sarah il compito di andare a Istanbul dove c'è stato un avvistamento di Frost e Volkoff, mentre Chuck resterà a Burbank per vedere se esiste un modo per riattivare i suoi flash. Passano le settimane e Sarah torna a Burbank ma non ha trovato né Volkoff né Mary, mentre Chuck nonostante i test a cui si è sottoposto non riesce ad attivare i suoi flash. La Beckman fa convocare al castello Jim Rye, lavora per la CIA come psicologo e neurologo, dovrà occuparsi lui di Chuck, secondo Rye il problema di Chuck non è il coraggio perché lui è intraprendente ma sostiene che l'inibitore usato da Mary si limita a fare leva su un blocco psicologico di Chuck che non gli permette di riattivare i flash ma stando a quanto afferma Rye ci riuscirebbe se scavasse a fondo la radice del proprio problema emotivo. Sarah è poco convinta dei metodi di Rye, tra l'altro lei non sembra interessata alla prospettiva che Chuck riottenga la padronanza dell'Intersect 2.0 e che il suo fidanzato torni a essere una spia operativa, lei preferisce principalmente tenerlo lontano dai pericoli. Rye ritiene che la paura e il pericolo potrebbero sbloccare i flash di Chuck, dunque propone una missione, infatti Rye è anche un agente operativo, lui e Chuck dovranno andare a Gstaad in Svizzera per impedire la vendita all'asta di un prezioso diamante con cui finanziare attività criminali, inutile il tentativo di Sarah di convincere Chuck a non partecipare alla missione. Chuck e Rye raggiungono lo chalet dove si tiene l'asta, a presiederla è Adelbert De Smet conosciuto come "Il Belga" attivo nello spionaggio industriale. Rye è convinto che il blocco di Chuck che non permette di usare i flash è rappresentato da Sarah: lui cerca sempre il sostegno della sua fidanzata dato che Sarah è una spia più qualificata rispetto a Chuck e dunque quest'ultimo non ha la forza di affidarsi alle proprie capacità. Chuck e Rye entrano nella sala dove il diamante è custodito, ma stranamente ne trovano più di uno, Chuck li analizza e scopre che sono tutti dei falsi, ma al loro interno ci sono dei microdot, sono quelli che Il Belga vende segretamente all'asta, Rye riesce a ricopiarli e a mandarli al castello dove Sarah e Casey scoprono che sono state raccolte informazioni sulla CIA. Sarah in videoconferenza con la Beckman e Chuck insiste per raggiungere il proprio fidanzato in Svizzera a partecipare alla missione, il permesso le viene accordato benché Chuck le avesse chiesto di non intromettersi, Chuck infatti è pronto a sfidare il pericolo anche da solo pur di riattivare i suoi flash, ma a quel punto Sarah lo accusa di non essere una vera spia senza l'Intersect. Sarah va in Svizzera, mentre Rye propone a Chuck di catturare loro due da soli Il Belga nella telecabina dando per scontato che durante lo scontro Chuck riattiverà i flash. Chuck accetta e quando lui e Rye nella telecabina affronta Il Belga i suoi uomini, Chuck ha un flash parziale ma non è sufficiente per sostenere la lotta e infatti rischia di precipitare, si aggrappa al bordo della telecabina pur di non cadere. Casey intanto scopre che le informazioni che Il Belga aveva raccolto nei microdot sono inerenti a Chuck, ha scoperto che lui è l'Intersect umano. Rye sconfigge Il Belga e i suoi uomini ma si rifiuta di aiutare Chuck, mettendolo nella posizione di usare un flash per non cadere, secondo Rye se Chuck ammettesse che non ha bisogno di Sarah potrebbe riusare l'Intersect 2.0 ma Chuck si rifiuta di dire una cosa del genere affermando che per lui Sarah è molto più importante dell'Intersect. Il Belga spara a Rye uccidendolo, e poi aiuta Chuck a non cadere, tuttavia ora è riuscito a catturarlo. Sarah torna a Burbank sentendosi in colpa per il rapimento di Chuck dal momento che lui ha affrontato Il Belga solo perché lei lo ha umiliato, la Beckman vedendo Sarah emotivamente troppo coinvolta le impone di non partecipare all'operazione di ricerca di Chuck.
- Guest star: Rob Riggle (Agente Jim Rye), Mekenna Melvin (Alex McHugh), Jeffrey Hutchinson (Banditore), Aaron Lustig (Scienziato), Summer Glau (Greta), Richard Chamberlain (Il Belga).

## Chuck vs. la fase tre
- Titolo originale: Chuck Versus the Phase Three
- Diretto da: Anton Cropper
- Scritto da: Kristin Newman

### Trama
Chuck e Sarah sono a letto insieme a fare l'amore finché Chuck non si rende conto che è tutto un sogno, Il Belga lo tiene prigioniero in un laboratorio in Tailandia, infatti Il Belga con la collaborazione del dottor Mueller vuole le informazioni dell'Intersect 2.0 che risiedono nel cervello di Chuck ma poiché esso non funziona deve prima spingere il cervello di Chuck a riattivarlo facendo sì che Chuck rimanga intrappolato nel proprio subconscio e scatenare le sue paure per indurlo ad attivare i flash. Intanto Ellie trova nella Ford Mustang del padre un computer portatile fuori uso. Morgan scopre che tra i collaboratori del Belga c'è Anad Chenerad, assistente dell'ambasciatore tailandese, attualmente risiede nell'ambasciata a Los Angeles, Casey e Sarah abilmente riescono a catturarlo e a condurlo al castello, ma Chenerad non intende dare informazioni su dove trovare Chuck. Sarah è in preda alla rabbia, quindi Casey la esorta a non intromettersi nella ricerca di Chuck, ormai ha capito che in assenza del suo fidanzato lei è tornata a essere la spia spietata e senza autocontrollo che era un tempo. Mentre Sarah è a casa Morgan le rivela che Chuck voleva chiederle di sposarla ma che poi, quando ha perso la capacità di usare l'Intersect 2.0 aveva deciso di non farlo. Sarah non ne capisce la ragione, Morgan le fa comprendere che indipendentemente dal fatto che Chuck non abbia mai dubitato che Sarah lo ami non è mai riuscito a superare il complesso di inferiorità che prova per lei, sentiva che solo l'Intersect 2.0 poteva aiutarlo a superare il divario tra lui e Sarah. Quest'ultima trova assurdo che Chuck abbia pensato una cosa del genere, lui è la persona con cui vuole passare la sua vita, a lei non gli importa nulla dell'Intersect tuttavia Sarah capisce che il problema è che non glielo aveva mai detto. Sarah adesso ha capito quanto ha bisogno di Chuck nella sua vita, torna al castello e con la minaccia di uccidere Chenarad con un'iniezione di ammoniaca lo convince a darle le informazioni che le servono, scoprendo che Chuck è in Tailandia. Benché volesse andarci di sola, Morgan e Casey decidono di seguirla. Tutti i tentativi di Muller e del Belga di attivare i flash non funzionano, dunque l'unica cosa che possono fare è ricorrere alla "fase tre" (l'equivalente di una lobotomia) annullando il ricordo di ogni persona dalla sua mente, così ci sarà spazio solo per l'Intersect. Sarah, Casey e Morgan raggiungono il rifugio del Belga e catturano sia lui che Mueller, ma è troppo tardi la fase tre è già stata attivata, nel suo subconscio Chuck vede ogni persona a lui cara sparire. Sarah è in preda alla disperazione, Chuck non si risveglia benché nel suo sogno immagina di conversare con lei, Sarah ammette di amarlo e di voler diventare sua moglie stando al suo fianco per tutta la vita, perché solo con Chuck lei sente di poter essere qualcosa di più di una semplice spia. Chuck si risveglia e i due si baciano. Chuck viene riportato a Burbank, mentre Chenerad fa ritorno all'ambasciata. Ellie, con l'aiuto di Jeff e Lester (con la collaborazione dei tecnici del Buy More) fa riparare il computer portatile di Stephen.
- Guest star: James Lew (Anand Chenerad), Torsten Voges (Dr. Mueller), Richard Chamberlain (Il Belga).

## Chuck vs. Volkoff
- Titolo originale: Chuck Versus the Leftovers
- Diretto da: Zachary Levi
- Scritto da: Henry Alonso Myers

### Trama
Mentre Chuck e Sarah camminano per strada vengono attaccati dai sicari di Volkoff ma interviene Mary che li uccide. Ellie intanto ha perfezionato lo studio di suo padre riguardante i dati che ha trovato nel computer, si tratta di un Intersect 2.0 lei a sua insaputa è riuscita a programmarlo, ma non vuole mostrarlo a Chuck. Quest'ultimo porta la madre al castello, vuole sapere per quale motivo ha inibito l'Intersect 2.0 nel suo cervello, Mary gli spiega di averlo fatto per proteggerlo e tenerlo lontano dal Volkoff dando per scontato che Chuck, senza l'Intersect, non avrebbe più osato sfidarlo, tra l'altro rivela che Volkoff ha degli infiltrati alla CIA. Alexei e i suoi uomini fanno irruzione al Buy More, e minacciano di far saltare in aria il castello se non riavrà indietro Frost, inoltre lui e i suoi uomini prendono Casey in ostaggio. Chuck e Sarah trovano strano che Volkoff sia tanto in ansia per Mary, quest'ultima è costretta ad ammettere che Alexei è innamorato di lei, benché non siano mai stati amanti, Mary avrebbe potuto uccidere Volkoff in ogni momento ma il problema è che per prima cosa è necessario smantellare completamente le Industrie Volkoff. Alexei è pronto a sacrificare la vita di Mary pur di impedire alla CIA di tenerla prigioniera, dunque Chuck e Sarah la liberano. Volkoff si appresta comunque a uccidere Chuck, ma a quel punto Mary è costretta a dirgli che lui è suo figlio, Volkoff ne rimane sorpreso, scoprendo che Mary ha anche una figlia, e dato che Ellie ha invitato Chuck e Sarah a casa sua per la cena del ringraziamento, Volkoff decide di parteciparvi. Chuck, Sarah, Mary e Volkoff cenano con Devon e Ellie, quest'ultima è felice della presenza di sua madre, Alexei si presenta come un collega di Mary dei servizi segreti. La cena si svolge con toni abbastanza amichevoli, ma Chuck parla in disparte con Devon confessandogli che lavora ancora alla CIA e che Alexei è un criminale, seguendo le istruzioni del cognato, Devon va a casa di Chuck e attiva un segnalatore della CIA, a breve una squadra di agenti verrà a soccorrerli, poi Devon torna a casa e con la scusa che c'è un'emergenza in ospedale convince Ellie a venire via con lui. Rimasti soli Volkoff mette in chiaro che ha già capito che una squadra della CIA sta per arrivare, ma ci vorranno 10 minuti e lui ha il tempo necessario per uccidere Chuck e Sarah, tuttavia Mary punta la pistola contro Volkoff intimandogli di lasciare in pace la sua famiglia, a quel punto Alexei, bonariamente, si ritira con i suoi uomini dando l'ordine di liberare Casey. Ora più che mai Chuck ha capito che deve liberare sua madre dalla grinfie di Volkoff, in suo aiuto arriva Devon che agendo alle spalle della moglie, affida a Chuck il computer di Stephen e grazie a esso Chuck scarica nel proprio cervello un nuovo Intersect 2.0 potendo tornare a essere una spia.
- Guest star: Linda Hamilton (Mary Elizabeth Bartowski), Timothy Dalton (Alexei Volkoff), Monet Mazur (Barbara).

## Chuck vs. la terrazza
- Titolo originale: Chuck Versus the Balcony
- Diretto da: Jay Chandrasekhar
- Scritto da: Max Denby

### Trama
Chuck desidera fare a Sarah la proposta di matrimonio perfetta, l'occasione si presenta quando la Beckman affida alla squadra una missione: Rosenbaum, uno dei migliori agenti della CIA, è stato ucciso da un gruppo criminale guidato da Pierre Melville nella Valle della Loira, volevano il nanochip in suo possesso dove ci sono informazioni sui black side CIA in Europa, infatti devono andare nella Valle della Loira e recuperare il nanochip, nello château dove Rosenbaum è stato ucciso. Lo château è un luogo molto affascinante, in particolare a Sarah piace molto affacciarsi su una terrazza catturata dalla bellezza del panorama, Chuck ha capito che è il posto perfetto per farle la proposta. Allo château si tiene una degustazione di vini e purtroppo Chuck, Sarah e Casey scoprono che Rosenbaum prima di morire aveva nascosto il nanochip in una bottiglia di vino, che è stata versata in un calice di vetro durante la degustazione, Chuck recupera il calice con dentro il nanochip prima che il vino venisse bevuto da uno degli invitati. Pierre cerca di rubare il nanochip a Chuck ma quest'ultimo lo sconfigge, per poi scappare insieme a Sarah e Casey, i tre tornano a Burbank. Purtroppo Chuck non ha avuto l'occasione di fare a Sarah la proposta, quest'ultima scopre quali fossero le vere intenzioni di Chuck ascoltandolo parlare con Morgan. Sarah convince Morgan ad aiutarla a manipolare la proposta di matrimonio, anche perché la Beckman ordina a Chuck a Sarah di tornare allo château, sono riusciti a far credere a Pierre tramite in canali non ufficiali che Sarah è diventata un agente corrotto e che in cambio di soldi sarebbe disposta a vendere il nanochip, Pierre sarà pronto a consegnare a Sarah i soldi per riavere il nanochip ma non sarà quello vero, bensì uno simile che permetterà ai servizi segreti di rintracciare il nascondiglio di Pierre e smantellare la sua organizzazione criminale. Arrivati allo château Sarah consegna a Pierre il nanochip in cambio del denaro, poi lei e Chuck vanno sulla terrazza, quest'ultimo le spiega quanto Sarah è importante per lui, anche solo standole accanto nella quotidianità, proprio quando tira fuori l'anello di fidanzamento arriva una squadra della CIA che arresta Sarah per tradimento. Al castello Chuck pretende una spiegazione e a quel punto Sarah, che è stata appena messa al corrente dalla Beckman sul vero obiettivo della missione, gli spiega che vogliono infiltrarla nelle Industrie Volkoff, era necessario che Sarah accettasse il denaro di Pierre in modo che credessero che fosse un agente corrotto infatti Alexei sarà lieto di accoglierla alle Industrie Volkoff quando si sarà sparsa la voce che Sarah ha tradito la CIA. Chuck non trova giusto che la sua proposta di matrimonio sia stata rovinata, Casey però gli fa capire che deve smetterla di ambire alla perfezione, se veramente ama Sarah indipendentemente dalla circostanza in cui le chiederà di sposarla, è lei l'unica cosa di cui Chuck deve avere bisogno. Sarah giura a Chuck che distruggerà le Industrie Volkoff e salverà Mary con la promessa che quando riuscirà nel suo intento lei e Chuck realizzeranno il loro progetto di costruirsi insieme una vita reale.

## Chuck vs. lo sbranatore
- Titolo originale: Chuck Versus the Gobbler
- Diretto da: Milan Cheylov
- Scritto da: Craig DiGregorio

### Trama
La puntata si apre mentre Sarah e Casey stanno lottando. Tornando indietro di due giorni, Sarah è andata in Europa, si è fatta notare da Volkoff che le propone di lavorare per lui, il piano ha funzionato. Mary è consapevole che Sarah sta lavorando per la CIA, propone a Alexei di metterla alla prova: Yuri, soprannominato Lo Sbranatore, è stato arrestato, incaricano Sarah di farlo evadere. Mary e Sarah conversano in un luogo sicuro, Mary spiega a Sarah che Yuri è la guardia del corpo di cui Volkoff si fida maggiormente, il cuore delle Industrie Volkoff è l'Hydra, la rete comunicativa dell'impresa, è da essa che dipendono le infrastrutture delle Industrie Volkoff, stranamente da quando Yuri è stato arrestato le transazioni commerciali di Volkoff sono state annullare, ciò fa supporre che esista una correlazione tra Yuri e l'Hydra, in effetti per distruggere le Industrie Volkoff è necessario impadronirsi dell'Hydra. Sarah torna al castello chiedendo a Chuck, Morgan e Casey di aiutarla a far evadere Yuri dal carcere di Portland dove lui è recluso, Chuck entra nella struttura fingendosi un detenuto, mentre Morgan e Casey due guardie carcerarie. Chuck affronta Yuri davanti agli altri detenuti e lo sconfigge facendogli perdere i sensi, in questo modo Sarah lo porta via. Yuri si ricongiunge con Volkoff ma quest'ultimo, che all'inizio gli aveva riservato un atteggiamento amichevole, poi senza alcuna pietà gli spara uccidendolo. Volkoff mostra a Sarah e Mary l'Hydra, lo estrae dall'occhio sinistro di Yuri, che in realtà è un occhio di vetro, Volkoff scarica il programma in modo che venga trasferito in un posto più sicuro, ha ucciso Yuri perché quest'ultimo, facendosi arrestare, non si è rivelato abbastanza affidabile da gestire l'Hydra. Volkoff distrugge l'occhio di vetro, ma Sarah e Mary ne recuperano un pezzo. Alexei affida un altro incarico a Sarah, lui e Mary accompagnano la donna a Los Angeles, deve uccidere Casey, infatti Volkoff lo attira in una trappola, Casey entra in un grattacielo, Chuck lo segue e vede Sarah affrontare Casey (tornando alla scena iniziale dell'episodio) lei lo butta da una finestra sperando che l'amico sopravviva, Casey cade al suolo morendo apparentemente, ma non prima di aver messo nella tasca dei pantaloni di Casey il componente dell'Hydra recuperato. Casey viene portato in ospedale, è ancora vivo mentre Chuck, Alex e Morgan sperano che lui sopravviva, attualmente non si risveglia. Chuck tenta di comunicare con Sarah mandandole un messaggio, ma lei decide di interrompere almeno per un po' i contatti con lui ritenendo che mettere un po' di distanza dal suo fidanzato le permetterà di svolgere il suo incarico sotto copertura con più serenità.
- Guest star: Linda Hamilton (Mary Elizabeth Bartowski), Timothy Dalton (Alexei Volkoff), Matt Willig (Yuri)

## Chuck vs. la contessa
- Titolo originale: Chuck Versus the Push Mix
- Diretto da: Peter Lauer
- Scritto da: Rafe Judkins e Lauren LeFranc

### Trama
Ellie rassicura Alex perché Casey è fuori pericolo, a breve verrà dimesso dall'ospedale, Chuck nei pantaloni di Casey trova il componente dell'Hydra e guardandolo ha un flash scoprendo che a idearlo è stato Roni Eimacher. La Beckman informa Chuck che, stando a ciò che le ha riferito Sarah, attualmente Volkoff ha affidato l'Hydra a una donna chiamata la Contessa. La Beckman ordina a Chuck di non intromettersi in questa operazione, ma lui ha deciso di prendere la faccenda in mano, quello che è accaduto a Casey è la conferma che Volkoff va fermato prima che distrugga tutte le persone a cui lui vuole bene. Alexei nella sua base vede dei messaggi da parte di Orion che ha preso il controllo del suo sistema informatico, benché tutti credessero che Stephen fosse morto per colpa dell'Anello, sembra che sia ancora vivo, e dunque Volkoff decide di dargli la caccia. Chuck e Morgan sequestrano Eimacher che ammette di aver progettato lui l'Hydra per Volkoff, e che la Contessa non è una persona ma una nave, infatti è al suo interno che Volkoff ha trasferito il sistema operativo dell'Hydra. Volkoff porta sia Sarah che Mary a bordo della Contessa, ormai Mary è pronta a terminare la sua missione e distruggere le Industrie Volkoff, ma impone a Sarah, anche in caso di fallimento, di tornare da Chuck, non vuole che lei faccia il suo stesso errore di abbandonare la propria vita per colpa della CIA ma soprattutto non vuole che Chuck diventi come Stephen, ossessionato dal dover salvare la donna che ama. Le due donne, inaspettatamente, ricevono l'aiuto di Morgan e Chuck, che hanno appena fatto irruzione all'interno dell'imbarcazione. Morgan trova il modo di neutralizzare il sistema di sicurezza che impediva l'accesso alla sala controllo dell'Hydra, e una volta raggiunta Mary cerca di trasferire i dati in un server off shore della CIA, ma non ci riesce perché Volkoff e i suoi uomini li accerchiano, era impossibile violare il sistema dell'Hydra perché esso risponde a un comando vocale di Alexei. Mary ruba una pistola a Volkoff e lo minaccia di morte costringendolo a lasciar andare via Morgan, Sarah e Chuck. Adesso Volkoff ha capito che Mary ha sempre fatto con lui il doppiogioco per anni, accusandola di essersi tenuta in contatto con Stephen per tutto questo tempo. Mary viene messa al tappeto da una delle guardie del corpo di Alexei, tra l'altro Armaund, uno dei sicari di Volkoff 
scopre che Stephen ha dato appuntamento a Mary in una baita a Twin Pines, anche se Mary non capisce a cosa si stia riferendo, limitandosi solo ad ammettere che Stephen è stato il suo solo grande amore e che anche da morto è un uomo migliore di Alexei. Quest'ultimo bacia Mary promettendole che stanerà Stephen uccidendolo, Volkoff va nella baita a Twin Pines e scopre che in realtà il suo rivale è morto, lì c'è Chuck che per tutto questo tempo si è spacciato per suo padre. Alexei lo picchia e si appresta a sparargli ma cade nella trappola di Chuck che per merito di Morgan ha fatto in modo che Volkoff con la sua voce replicasse la frase di Iosif Stalin «la morte è la soluzione di tutti i problemi» tramite la quale si accede all'Hydra per merito di un virus informatico che Stephen aveva creato e ora i dati verranno trasferiti in un computer nella baita. Armaund, che era andato nell'ospedale dove Casey è stato ricoverato, cerca di ucciderlo ma Casey con un inganno riesce a metterlo fuori combattimento, mentre Sarah salva Mary e insieme uccidono gli uomini di Volkoff. La Beckman insieme a una squadra tattica, raggiunge la baita e arresta Volkoff insieme ai suoi uomini, Chuck è riuscito lì dove la CIA ha fallito per 20 anni distruggendo le Industrie Volkoff. Ellie sta per partorire, Chuck, Morgan, Sarah e Mary la raggiungono in ospedale, Ellie dà alla luce la sua bambina, la piccola Clara. In sala d'attesa Chuck si mette in ginocchio davanti a Sarah e le mostra l'anello di fidanzamento, i due non si scambiano nemmeno una parola, Sarah si limita solo a baciare il suo fidanzato.
- Guest star: Linda Hamilton (Mary Elizabeth Bartowski), Timothy Dalton (Alexei Volkoff), Mekenna Melvin (Alex McHugh), Igor' Žižikin (Armand), Sonita Henry (dott. Ayub).

## Chuck vs. la seduzione impossibile
- Titolo originale: Chuck Versus the Seduction Impossible
- Diretto da: Patrick Norris
- Scritto da: Chris Fedak e Kristin Newman

### Trama
Roan Montgomery è a Marrakesh in Marocco, sta indagando sulla produzione della "super banconota" infatti qualcuno ha riprodotto un perfetto falso della banconota da 100 $. Ad un tratto Roan viene catturato da un gruppo di donne. Intanto Chuck insieme ad amici e parenti, accoglie in famiglia la piccola Clara, tutti la adorano, Mary ha abbandonato lo spionaggio desiderosa di dedicarsi solo al ruolo di nonna, ma un'altra cosa assorbe le attenzioni di tutti: gli imminenti preparativi del matrimonio di Chuck e Sarah. Morgan spiega a Casey che Alex vuole presentargli la madre Kathleen, in effetti Morgan trova strano nasconderle che Casey è ancora vivo, quest'ultimo promette a Morgan che rivelerà a Kathleen tutta la verità. Chuck, Sarah e Casey, sentendosi soffocati dalle premure di amici e parenti, chiedono alla Beckman se può mandarli in missione, Diane stranamente appare malinconica, comunque affida ai tre una missione non ufficiale, devono andare a Marrakesh e portare in salvo Roan, sospetta che dietro al suo rapimento ci sia Fatima Tazi, a capo di un gruppo di mercenari composto da sole donne. Sarah propone a Chuck una fuga matrimoniale, non se la sente di invitare sia amici che parenti, lui sembra disposto ad accettare, ma in realtà è in disaccordo con lei. Una volta arrivati a Marrakesh nell'abitazione di Fatima scoprono che Roan non è in pericolo, infatti è sul punto di sedurre Fatima, vuole sapere dove si trova la base per la produzione delle banconote false facendole credere che è disposto ad aiutarla nei suoi affari. Purtroppo Fatima scopre l'inganno e cattura Chuck, Roan e Sarah, come se non bastasse Sarah e il suo fidanzato litigano quando lui ammette di non voler optare per la fuga romantica. Casey aiuta i suoi colleghi a fuggire, però decide di restare nascosto nell'abitazione di Fatima per monitorare la situazione. Una volta portato Roan a Burbank, la Beckman lo punisce dato che la sua indagine sulla super banconota non era stata approvata da nessuno, quindi lo costringe a lavorare al Buy More. Roan spiega a Chuck che lui e Diane erano amanti, a Berlino alla caduta del muro si erano ripromessi che dà lì a 20 anni avrebbero finalmente avuto una relazione seria, ma Roan recentemente, al momento di mantenere la promessa, si è tirato indietro (questo è il motivo del malumore della Beckman). Morgan si mette in contatto con Casey spiegandogli che Alex ha severamente proibito a Casey di rivelare a Kathleen che lui è vivo. Casey, nella villa di Fatima, nascosto in un'intercapedine vede Fatima e le sue mercenarie uccidere i finanziatori che l'avevano aiutata a produrre la super banconota. Chuck, Roan, Sarah e Diane vanno in Marocco a salvare Casey, intanto Chuck si scusa con Sarah avendo capito che il motivo per cui voleva una fuga romantica era per sottrarsi dall'imbarazzo di ammette che non aveva né amici né parenti da invitare a una vera cerimonia matrimoniale. Roan conversa con Fatima in maniera amichevole, Fatima rievoca il suo passato, quando il suo villaggio venne assediato da un plotone dell'esercito statunitense, vuole vendicarsi mettendo nel mercato la super banconota per far crollare l'economia americana. Roan capisce che è nel villaggio dove Fatima è cresciuta che si trova la fabbrica per la produzione di banconote false, e quando lo riferisce alla Beckman lei fa saltare in aria la fabbrica con un attacco aereo. Chuck e Sarah trovano Casey, quest'ultimo uccide le mercenarie di Fatima. Intanto, ora che Fatima ha scoperto che Roan l'ha manipolata, cerca di ucciderlo ma Diane armata di bazooka spara un missile contro Fatima salvando Roan. Ellie nonostante le premure che Mary riserva a Clara, ha capito che sua madre vuole continuare a lavorare alla CIA, e le dà il permesso di proseguire la sua carriera. La Beckman decide di non portare rancore a Roan, avendo capito che loro due non sarebbero mai stati una coppia dal momento che lui vive solo per il suo lavoro da spia. Casey invece scopre che Kathleen ha un nuovo fidanzato. Anche se Sarah e Chuck si riconciliano, quest'ultimo ritiene che sia arrivato il momento per la sua fidanzata di tentare una riconciliazione con la sua famiglia.
- Guest star: John Larroquette (Roan Montgomery), Mekenna Melvin (Alex McHugh), Linda Hamilton (Mary Elizabeth Bartowski), Clare Carey (Kathleen McHugh), Lesley-Ann Brandt (Fatima Tazi).

## Chuck vs. la Cat Squad
- Titolo originale: Chuck Versus the Cat Squad
- Diretto da: Paul Marks
- Scritto da: Nicholas Wootton

### Trama
Ellie sta preparando una festa di fidanzamento per Sarah e Chuck, quest'ultimo chiede a Morgan di contattare Carina in modo da convincerla a venire a Burbank con la sua vecchia squadra, effettivamente lei e Sarah un tempo facevano parte di una task force chiamata Cat Squad (Clandestine Attack Team) di cui erano membri altre due spie ovvero Zondra e Amy. Chuck vuole fare una sorpresa a Sarah sperando di radunare la sua vecchia squadra, ma quando Sarah scopre ciò che ha fatto si innervosisce, tuttavia quando le sue vecchie colleghe vengono a prenderla accetta di trascorrere con loro una notte di divertimento, facendo tappa a Hollywood, a Las Vegas e a Miami. Il mattino dopo Sarah mette in chiaro con Chuck che, pur essendosi divertita con le sue colleghe, non intende riallacciare la loro amicizia, Chuck in verità sperava che riamicare la sua fidanzata con Carina, Zondra e Amy potesse essere per Sarah un primo passo per riconciliarsi con i suoi genitori e invitarli al loro matrimonio. Carina è ancora attratta da Morgan, cerca di sedurlo ma lui non intende tradire Alex, la quale vedendo Morgan e Carina insieme diventa gelosa. Sarah presta la sua auto a Carina ma esplode, quest'ultima ne esce incolume pur rimanendo ferita a una gamba, Chuck vede un frammento della bomba e ha un flash scoprendo che a posizionarla è stato Augusto Gaez, era il peggior nemico della Cat Squad. Dal momento che Gaez ha attentato alla vita di Carina sul suolo americano, la Beckman dà ordine di catturarlo, affida la missione alla Cat Squad, tuttavia visto che Carina ha una gamba ferita saranno Chuck e Casey a sostituirla, Gaez attualmente si trova a Rio de Janeiro. Sarah spiega a Chuck che non sono mai riuscite ad arrestare Gaez perché si sospettava che egli avesse una talpa nella Cat Squad, in effetti Sarah credeva che si trattasse di Zondra pur non essendo mai riuscita a dimostrarlo, è questo che ha segnato la fine della loro amicizia. Ellie e Casey cercano di far capire a Chuck che anche se ha buone intenzioni lui non può pretendere di risolvere tutti i problemi di Sarah. La Cat Squad va in un night club a Rio de Janeiro e trovano Gaez, lui riesce a catturarle, approfittando del fatto che Gaez pensa di avere la vittoria a portata di mano Sarah cerca di estorcergli la verità sulla talpa, ma interviene Chuck in aiuto della sua fidanzata (anche se Sarah in realtà stava per liberarsi da sola) ciò spinge Sarah ad arrabbiarsi con lui dato che per via del suo intervento Casey ha dovuto catturare Gaez prematuramente prima di scoprire l'identità della talpa. Gaez viene portato al castello, Casey lo interroga ma poi viene narcotizzato da Amy, la quale libera Gaez, è sempre stata lei la talpa e non Zondra. Gaez tramortisce Carina mentre Amy mette fuori combattimento Morgan, Zondra e Sarah minacciando quest'ultima intimandole di non darle la caccia altrimenti farà del male a Chuck, Ellie e Clara. Proprio quando Amy e Gaez fuggono dal castello attraverso il Buy More, Chuck li ostacola e affronta Gaez sconfiggendolo, intervengono poi Sarah, Zondra e Carina che catturano Amy. Finalmente Sarah e Zondra si riconciliano, hanno entrambe sentito la mancanza della loro amicizia, Sarah invita alla festa di fidanzamento Zondra e Carina chiedendo a entrambe di farle da damigelle. Sarah questa volta ringrazia Chuck perché per merito suo ha potuto riappacificarsi con le sue amiche, tuttavia non se la sente di provare una riconciliazione con la propria famiglia, Chuck rispetta la sua scelta perché ha capito che tentare di risolvere tutti i problemi di Sarah con insistenza non è compito suo. Sarah però gli chiede di non cambiare mai, nonostante tutto per lei Chuck è il fidanzato perfetto e ha bisogno che lui non smetta mai di volerla aiutare. Alex spiega a Morgan che si è sentita a disagio per la presenza di Carina ma non perché dubita di lui, sa che Morgan è un uomo devoto, semplicemente ha compreso che Morgan vive nel mondo delle spie, fatto di menzogne, e lei sente di non poterne fare parte. Morgan le confessa di amarla, e che Alex per lui è più importante di qualunque altra cosa, tra l'altro Carina si scusa con Alex per il proprio comportamento. A fine episodio Sarah chiede a Ellie di farle da damigella d'onore.
- Guest star: Lou Diamond Phillips (Augusto Gaez), Mini Andén (Carina), Mekenna Melvin (Alex McHugh), Mercedes Masohn (Zondra), Mircea Monroe (Amy).

## Chuck vs. la festa in maschera
- Titolo originale: Chuck Versus the Masquerade
- Diretto da: Patrick Norris
- Scritto da: Rafe Judkins e Lauren LeFranc

### Trama
Ora che le Industrie Volkoff sono state sgominate, il trafficante d'armi Boris Kaminsky si dirige in varie città come Samara, Perugia e Brema uccidendo i mercenari che lavoravano per Alexei sperando che uno di loro possieda quella che Boris chiama "la chiave". Chuck e Morgan desiderano passare un Sal Valentino romantico con Sarah e Alex, tuttavia Casey interrompe i loro programmi, la Beckman ha per loro una missione, devono catturare Boris, sospettando che il suo prossimo obiettivo sia una giovane donna di nome Vivian McArthur, per qualche motivo era associata alle Industrie Volkoff, ma dall'Hydra non sono emerse informazioni su di lei, persino Sarah non l'aveva mai sentita nominare quando si era infiltrata nell'organizzazione criminale, secondo la Beckman probabilmente Alexei voleva designarla come sua erede, vive in una villa nel Somerset. Vivian organizza una festa in maschera alla sua villa, Chuck e Sarah si infiltrano tra gli ospiti mentre Morgan e Casey lavorano come barman. Casey alla festa conversa con una misteriosa donna, mentre Chuck fa amicizia con una ragazza, e dal loro scambio di parole intuisce che si tratti della misteriosa Vivian, infatti Boris (anche lui alla festa) attenta alla sua vita, fortunatamente Sarah e Chuck la portano in salvo, fuggendo con Casey e Morgan. Vivian confessa di essere la figlia di Volkoff, è da anni che non si vedono, lei non sapeva che fosse un trafficante d'armi, pensava che fosse un imprenditore petrolifero. Vivian viene portata al castello in modo da tenerla al sicuro da Boris, il quale crede che lei abbia la chiave, sempre al castello Casey incontra la donna che aveva conosciuto alla festa, si tratta della direttrice Jane Bentley del NCS, vuole creare una nuova squadra e desidera che sia Casey a dirigerla, ritenendo che Chuck e Sarah non sappiano riconoscere il suo potenziale. Casey cerca di far capire a Morgan che è inappropriato che lui continui a vivere con Chuck e Sarah, specialmente ora che loro due si sposeranno, Morgan alla fine gli dà ragione quando capisce che in definitiva loro ormai più che degli amici loro sono diventati praticamente i suoi genitori. Vivian si offre come esca, attireranno Boris in una trappola e lo neutralizzeranno. Tornati nel Somerset provano a tendere una trappola a Boris, infatti Sarah si spaccia per Vivian mentre va a cavallo, ma Boris fa imbizzarrire l'animale che disarciona Sarah, quest'ultima cade per terra perdendo i sensi, gli uomini di Boris si avvicinano a lei ma Casey armato di fucile li uccide tutti. Due dei sicari di Boris tentano di catturare Vivian ma Chuck li sconfigge, lasciando però sola la ragazza, che viene raggiunta da Boris. Quest'ultimo le rivela che Alexei ha provveduto a dare alla figlia un'istruzione di alto livello in modo da permetterle a sua insaputa di diventare il suo successore, e lei possiede la chiave benché non ne abbia mai preso coscienza. Vivian con un fucile spara a Boris uccidendolo. Vivian non è più sotto protezione della CIA, quindi si separa da Chuck e dal resto della squadra, ma quando le chiedono se avesse capito cosa fosse la chiave lei mente, infatti ha intuito che si tratta del ciondolo che Alexei le regalò quando era piccola. Il modo in cui Casey ha salvato Sarah conferma solo che Bentley aveva ragione del considerarlo un'ottima spia, infatti rinnova la sua proposta, Casey però ammette che non vuole andarsene, infatti Bentley gli spiega che non sarà necessario, la sua nuova squadra la comanderà proprio a Burbank. Vivian va nel quartier generale della Industrie Volkoff a Mosca e nello studio di suo padre usa il ciondolo per attivare un congegno sulla scrivania che apre uno scompartimento segreto nascosto in una delle pareti.
- Guest star: Lauren Cohan (Vivian McArthur), Mekenna Melvin (Alex McHugh), Robin Givens (Jane Bentley), David S. Lee (Boris Kaminsky).

## Chuck vs. la banca del male
- Titolo originale: Chuck Versus the First Bank of Evil
- Diretto da: Frederick E.O. Toye
- Scritto da: Henry Alonso Myers e Craig DiGregorio

### Trama
L'episodio riparte da dove si era conclusa la puntata precedente, Vivian nello scompartimento segreto della parete nello studio di Alexei trova una scheda bancaria, fa la sua comparsa Riley, è l'avvocato di Volkoff, il quale mette in chiaro che Vivian deve rispettare le volontà di Alexei e subentrare al suo posto nella guida delle Industrie Volkoff. Vivian non intende farlo, a quel punto Riley la minaccia con una pistola, tuttavia Vivian lo tramortisce colpendolo alla testa con un vaso, e scappa. Ellie cerca di aiutare Sarah con i preparativi delle nozze, ma vede che la sua futura cognata non riesce a prendere posizione, infatti Sarah ammette di non essere tagliata per queste cose. Vivian va a Burbank e chiede a Chuck di aiutarla, in effetti Chuck vedendo la scheda bancaria ha un flash e scopre che essa accede a un conto in una banca di Macao, si tratta della First Bank di Macao, infatti la Beckman gli spiega che è una società bancaria gestita da un'impresa criminale, le sue guardie di sicurezza sono ex mercenari, già in passato ha tentato di infiltrarvi degli agenti ma non sono sopravvissuti. La Beckman ritiene necessario avvalersi dell'aiuto di Vivian per impadronirsi delle risorse economiche di Volkoff, quindi Chuck e Sarah fingendosi le sue guardie del corpo, la scortano alla banca, Chuck in uno dei corridoi vede delle strane apparecchiature che scatenano in lui un flash. Il direttore della banca dà a Vivian il contenuto di una cassetta di sicurezza, era quello che la banca custodiva e non il denaro di Volkoff. All'interno della cassetta ci sono soltanto delle foto di Vivian, quest'ultima vorrebbe parlare con Alexei, quindi Chuck chiede alla Beckman se le concede di autorizzarle un colloquio col padre. Morgan, in cerca di una casa, dorme al Buy More, però nell'orario notturno nota che degli ingegneri della CIA stanno lavorando a un'espansione del castello, un'area protetta, Casey si offre di ospitarlo a casa sua a patto che non dica nulla a Chuck di quello che ha appena visto. La Beckman, tramite il flash di Chuck scopre che la First Bank di Macao vuole creare una borsa azionaria del mercato nero, con i loro server ricicleranno il denaro sporco di gruppi terroristi e stati canaglia, la Beckman vuole che Vivian (ora che è titolare di un conto alla First Bank di Macao) vada alla banca e carichi nei server un software tracciante così la CIA potrà raccogliere informazioni sulle loro finanze, la Beckman in cambio dell'aiuto di Vivian è disposta a concederle un colloquio con Alexei. Ellie convince a Sarah a provare un abito da sposa, quest'ultima decide di prendere l'iniziativa e di farlo da sola, indossando quelli forniti dalla CIA, nessuno le piace almeno finché non indossa quello perfetto, Sarah trasportata dalla gioia capisce che finalmente sta per sposare la persona che ama. Vivian va alla First Bank di Macao, e carica il software tracciante mentre Chuck e Sarah attirano l'attenzione inscenando una rapina in banca, proprio lì Vivian incontra Riley il quale le spiega che ha capito che collabora con la CIA, ma la mette in guardia perché non otterrà niente da loro, la stanno solo manipolando per ottenere ciò che vogliono, inoltre le rivela che è stato Chuck personalmente ad arrestare Alexei. Purtroppo tornati a Burbank la Beckman non mantiene la parola data, nonostante l'aiuto di Vivian non intende autorizzare un colloquio con Alexei. Ellie ha capito che i preparativi del matrimonio sono sfuggiti di mano con Sarah, in piena frenesia, che vuole spendere soldi senza parsimonia tra l'abito, i fiori, la torta nuziale e la location. Vivian sentendosi tradita da Chuck, decide di rivolgersi a Riley e con il suo aiuto ricreare le Industrie Volkoff.
- Guest star: Lauren Cohan (Vivian McArthur), Ray Wise (Riley), François Chau (Guillermo Chan).
- Curiosità: l'immagine della sede della First Bank di Macao è la Commerzbank Tower di Francoforte sul Meno, in Germania.

## Chuck vs. la nuova squadra
- Titolo originale: Chuck Versus the A-Team
- Diretto da: Kevin Mock
- Scritto da: Phil Klemmer

### Trama
Chuck e Sarah si stanno annoiando, è già da tempo che a entrambi non vengono più affidate missioni, notano inoltre che Casey si assenta spesso. Decidono quindi di pedinarlo, e scoprono che stava trattando con un trafficante d'armi di nome Necati Acar, tentano di aiutarlo ma il loro intervento non è necessario, infatti in aiuto di Casey ci sono Victoria Dunwoody e Richard Noble, che uccidono le guardie del corpo di Acar e lo catturano, loro sono la nuova squadra di Casey. Una volta giunti al castello fa la sua comparsa Bentley, è stata lei a nominare Casey come supervisore di Richard e Victoria. Ormai Chuck e Sarah si sentono semplicemente una squadra secondaria, tanto che la Beckman gli affida un incarico degradante: vanno a Tbilisi a recuperare la cagnolina di Acar portandola al castello, infatti Acar solo in cambio della compagnia della sua cagnolina accetta di aiutare i servizi segreti a offrire informazioni su un trafficante d'armi che vogliono arrestare, ovvero Dragan Pichushkin. Ellie intanto rivuole indietro il computer di Stephen, ma ormai Chuck ha provveduto a disfarsene, quindi Devon le fa credere che Jeff e Lester lo hanno smarrito. Quando Chuck e Sarah scoprono che Acar è rinchiuso nella nuova area del castello, decidono di estorcergli delle informazioni su come catturare Dragan in modo che lei e Chuck si riscattino, ma loro due non vi hanno accesso, entrano quindi nella casa di Casey e prelevano le sue impronte digitali, tramite le quali attivano lo scanner per entrare nell'area protetta, e lì Chuck scopre che Bentley ha preso possesso del computer di Stephen. Fanno poi la loro comparsa Victoria e Richard che affrontano Chuck, riescono a combattere al suo stesso livello, infatti anche loro hanno scaricato nei propri cervelli l'Intersect 2.0 effettivamente Bentley ha usato i dati presenti nel computer di Stephen per replicare una versione a suo dire migliore dell'Intersect 2.0 rispetto a quella che possiede Chuck, perché quella di cui dispongono Richard e Victoria è programmata per impedire all'emotività di interferire con le funzionalità dell'Intersect. Chuck e Sarah si arrabbiano con Casey che li ha tenuti all'oscuro del fatto che Bentley volesse ampliare il progetto Intersect, tuttavia Casey convince Bentley a coinvolgere anche Chuck e Sarah nella cattura di Dragan il quale con un jet privato sta per raggiungere una pista d'atterraggio fuori Los Angeles. Chuck, Sarah, Casey, Victoria e Richard raggiungono il posto, le guardie di Dragan vengono uccise facilmente da Richard e Victoria, ma tuttavia Dragan porta con sé in una valigia una bomba già assemblata con un raggio esplosivo di cinque chilotoni, l'esplosione si attiverà tra cinque minuti non appena il cuore di Dragan cesserà di battere per merito di un congegno. Dragan si mette a correre tentando di fuggire, ma Victoria non controllando un flash gli spara e lo uccide, il conto alla rovescia per l'esplosione ha inizio, le informazioni che l'Intersect ha sulla bomba non danno istruzioni su come disinnescarla, secondo Richard l'unica soluzione è allontanarla il più possibile in modo da limitare il numero di vittime, ma Chuck non è d'accordo, perché in ogni caso moriranno comunque delle persone, lui vuole provare a disinnescarla, Chuck ha lo stesso flash che hanno avuto Richard e Victoria, tuttavia quando chiede a Sarah di svitare il detonatore, ha un altro flash scoprendo che la bomba è stata modificata sulla base di una testata missilista di un sottomarino, per precauzione questi meccanismi esplosivi vengono progettati affinché l'acqua del mare li disinneschi, e dunque Chuck bagna il dispositivo con del succo di frutta, che come l'acqua di mare contiene sodio impedendo l'esplosione. La Beckman, constatando che Richard e Victoria non sanno gestore l'Intersect 2.0 dà ordine che venga rimosso da entrambi, i due si sentono molto sollevati dato che faticavano a gestire tutti quei dati nei loro cervelli, ora hanno capito quanto sia arduo il fardello con cui Chuck convive. A Sarah e Chuck viene affidata un'altra missione, finalmente tornano operativi. Bentley confessa a Casey che non vuole rinunciare ad ampliare il programma Intersect, semplicemente ha capito che non possono essere gli analisti della CIA a comprenderne le funzionalità in modo da evolverlo, ma qualcuno con una mente brillante quanto quella di Stephen il suo creatore, infatti Bentley è convinta che Ellie ne sia capace, dunque fingendosi una cliente del Buy More, Bentley va a casa di Ellie e le dà il computer di Stephen facendole credere di averlo ricevuto lei per errore, in modo che Ellie inconsapevolmente continui a lavorare al perfezionamento dell'Intersect.
- Guest star: Isaiah Mustafa (Greta/Richard Noble), Robin Givens (Jane Bentley), Stacy Keibler (Greta/Victoria Dunwoody), Jon Sklaroff (Dragan Pichushkin), Timur Kocak (Necati Acar).

## Chuck vs. le reclute
- Titolo originale: Chuck Versus the Muuurder
- Diretto da: Allan Kroeker
- Scritto da: Alex Katsnelson e Kristin Newman

### Trama
La Beckman ritiene che sia arrivato il momento di estendere il programma Intersect, quindi per la prima volta mette Chuck a capo di una missione: lui dovrà individuare la prossima spia che dovrà diventare il nuovo Intersect umano, mentre Bentley, Casey e Sarah prenderanno ordini da lui. Chuck tra i candidati ne individua quattro e li fa convocare al castello: Lewis, Josie, Damian e Brody. Ellie studiando il lavoro di Stephen riportato nel computer rimane affascinata nel vedere come avesse ideando innovative tecniche sull'apprendimento tramite la neuroplasticità, Ellie è all'oscuro del fatto che sta lavorando al perfezionamento dell'Intersect, mentre Bentley monitora i suoi progressi dal castello. Durante i vari esami per stabilire chi è il candidato ideale, Brody viene ritrovato morto, è stato accoltellato, Chuck tuttavia è ancora a capo della missione e dunque deve dirigere lui l'indagine di omicidio, oltre a lui, Sarah e Casey, gli unici nel castello sono Bentley, Damian, Lewis e Josie, dunque l'assassino è uno di loro. Chuck scopre da Devon che Bentley ha consegnato a Ellie il computer di Stephen in modo che lei studiasse l'Intersect, a quel punto Chuck chiede a Devon di dargli il disco rigido del computer sostituendolo con uno vuoto. Damian decide di andarsene dal castello, ma quando apre una delle porte d'uscita attiva un esplosivo, Damian sopravvive usando la porta come scudo, ma la bomba era collegata ad altre due posizionate nel castello. Tutti devono rimanere nel rifugio finché Chuck non avrà scoperto chi è il colpevole. Lewis scompare, quindi Chuck e Bentley si mettono a cercarlo e lo trovano morto, gli hanno tagliato la gola. Chuck rimette insieme tutti gli avvenimenti accaduti e capisce non può essere stata Josie a uccidere Lewis e Brody perché nella sua borsa ha trovato un test di gravidanza infatti è incinta, l'assassino è Damian. Ha ucciso Brody perché lo aveva colto in flagrante mentre posizionava gli esplosivi, ha aperto la porta fingendo di non sapere che dietro essa c'era la bomba ma ha usato la porta per farsi scudo sapendo che sarebbe sopravvissuto, successivamente ha ucciso pure Lewis. Damian nasconde una bomba nel suo stereo portatile, minaccia di azionarla se non lo faranno uscire dal castello, Bentley spara al braccio di Damian e lui aziona la bomba, Bentley per mettere tutti al riparo decide di chiudersi con la bomba dentro la sala dell'Intersect in modo da contenere l'esplosione, dato che può essere chiusa solo dall'interno, tuttavia Chuck manipola il sistema d'accesso della sala Intersect con il suo salva taschino, facendo uscire in tempo Bentley dalla sala, la bomba esplode senza causare vittime. La Beckman si congratula con Chuck riconoscendo che lui è un buon leader, tuttavia alla luce di quanto accaduto ritiene che per adesso sia meglio non espandere il programma Intersect, per ora è preferibile che Chuck rimanga l'unico Intersect umano della CIA, mentre Bentley verrà trasferita a Washington. Bentley parlando con Chuck ammette che lui è un'ottima spia, però gli consiglia di non ostacolare le ricerche che Ellie sta svolgendo sull'Intersect perché lei ha delle grandi potenzialità ed è l'unica che può realmente comprendere le capacità del supercomputer. Devon consegna a Chuck l'hard disk facendogli credere che si tratti di quello del computer di Stephen, ma in realtà gli ha mentito, Devon non vuole impedire a Ellie di proseguire le ricerche iniziate dal padre, anche perché da quando Ellie ha iniziato a studiare l'Intersect ha finalmente compreso la genialità di Stephen sentendosi più vicina al suo defunto padre. Chuck, parlando con Sarah e Casey, afferma che in realtà tutti e tre sono il vero Intersect perché senza il loro aiuto lui non avrebbe mai raggiunto nessun risultato. La Beckman informa Chuck che a Damian sono stati accreditati dieci milioni di dollari dal conto bancario di Vivian, lei lo aveva pagato per uccidere Chuck. Mentre Ellie dorme il computer di Stephen apre un file inerente a una persona chiamata "Agente X".
- Guest star: Robin Givens (Jane Bentley), David H. Lawrence (Marvin), James Ginty (Lewis), Karissa Vacker (Josie), Mousa Kraish (Damian).

## Chuck vs. il norseman
- Titolo originale: Chuck Versus the Family Volkoff
- Diretto da: Robert Duncan McNeill
- Scritto da: Amanda Kate Shuman e Nicholas Wootton

### Trama
Sarah mostra a Chuck un contratto prematrimoniale da firmare, lui ne parla con Morgan e Casey, quest'ultimo gli consiglia di non farne un problema ritenendo inutile che Chuck debba polemizzare ogni volta che Sarah prende una scelta che lui non condivide. Seguendo il consiglio di Casey firma i documenti, intanto Kathleen spedisce a Morgan l'invito alla festa di laurea di Alex, ciò mette Casey a disagio dato che lui non può parteciparvi, infatti Kathleen crede ancora che lui sia morto. La Beckman dà l'ordine di uccidere Vivian, lei ha causato la morte di Lewis e Brody, tuttavia Chuck si rifiuta di crederla capace di una cosa del genere, chiedendo alla Beckman di dargli la possibilità di dimostrare l'innocenza di Vivian. Ellie confida a Mary delle scoperte che ha fatto sul computer di Stephen chiedendole se conosce l'Intersect e l'Agente X, tuttavia Mary mente affermando che è all'oscuro di tutto ciò. Ellie spiega a sua madre che stando a quello che ha capito dalle ricerche del padre, l'Agente X in passato scaricò nel proprio cervello una versione dell'Intersect. Chuck e Sarah danno appuntamento a Vivian, nel luogo dell'incontro lei giura di non centrare nulla con l'attentato a Chuck, vuole trasformare le Industrie Volkoff in un'impresa legale, sta anche collaborando con l'Interpol, come gesto di buona fede dà a Chuck un'arma creata da Alexei chiamata il norseman Chuck lo guarda ma non ha nessun flash, infatti nemmeno l'Intersect ha informazioni al riguardo. Qualcuno si mette a sparare, Vivian fugge accusando Chuck di averle teso una trappola. Mary ammette di aver sentito parlare del norseman ma non ha idea di cosa sia, quindi Chuck e Sarah vanno nel penitenziario di River Hill dove Alexei è detenuto, vogliono delle informazioni da lui. Volkoff gli spiega che il norseman è costituito da tre elementi, quello consegnato da Vivian è soltanto uno dei tre, è un'arma batteriologica che uccide una persona impostandola sul DNA dell'obiettivo. Benché Chuck, Sarah e Casey si opponessero, la Beckman accetta le condizioni di Volkoff: sarà libero per 48 ore sotto la loro sorveglianza e avrà il permesso di parlare con Vivian ma a patto che consegni il norseman alla CIA. Chuck, grazie a Volkoff, recupera il secondo pezzo del norseman a Mogadiscio in Somalia, era in possesso di Ellyan Abshir che in passato lo sottrasse a Volkoff in una partita a poker. Volkoff chiede a Chuck il permesso di poter parlare con Mary, quest'ultima intanto discute con la Beckman la quale afferma che Ellie ha fatto più progressi degli analisti della CIA nel perfezionamento dell'Intersect, tuttavia la Beckman non ha mai sentito parlare dell'Agente X e vorrebbe capire chi sia. Volkoff accompagna Chuck, Sarah e Casey nella Alpi svizzere, in una grotta è nascosto l'agente letale alla base del norseman un elemento molto raro chiamato "thorium", custodito in una grotta. Sarah confessa a Casey che nonostante abbia mostrato a Chuck quel contratto prematrimoniale sperava che lui non lo firmasse, si è comportata così solo per tutelare i suoi soldi, li ha messi da parte per il padre qualora venisse nuovamente arrestato, la verità è che il divorzio dei genitori di Sarah l'ha condizionata. Volkoff per superare l'accesso al nascondiglio batte un'intelligenza artificiale a una partita a scacchi, e poi neutralizza il sistema di sorveglianza con il proprio DNA dato che è così che era stato programmato. Tuttavia arrivano Vivian e le sue guardie del corpo, lei aveva inscenato la sparatoria, voleva solo che la CIA con l'aiuto di Volkoff le permettesse di ottenere il thorium perché esso è unico, gli altri due elementi possono semplicemente essere ricostruiti. Alexei aveva capito il piano di Vivian, lui ora spera di scappare e di controllare le Industrie Volkoff al fianco della figlia, ma Vivian non vuole più avere nulla a che fare con lui, infatti intende uccidere il padre non avendogli perdonato di essere stato una figura assente, una volta rubato il thorium fugge intrappolando Chuck, Sarah, Casey e Alexei nella grotta con delle bombe al plasma che a breve esploderanno. Volkoff neutralizza con un generatore di impulsi EMP le bombe, una volta tornati al castello Volkoff capisce di aver trasformato la figlia in una donna rabbiosa pentendosi dei suoi comportamenti. Mary, prima che Alexei torni in carcere, accetta di parlare con lui, quest'ultimo le chiede perdono per i suoi comportamenti avendo capito che al contrario di Stephen lui non meritava il suo amore. Mary cerca di convincere Chuck a confessare a Ellie che è ancora un agente della CIA, prima che Ellie lo scopra da sola, tenendo presente che già una volta le menzogne hanno distrutto la loro famiglia. Casey trova sbagliato che Alex continui a frequentarlo all'insaputa di Kathleen iniziando a prendere in considerazione l'idea di rivelarle che è ancora vivo. Mentre Sarah è con Chuck strappa il contratto prematrimoniale, entrambi hanno capito che l'unica cosa che devono fare è solo promettersi che non si lasceranno mai e che continueranno ad amarsi per sempre. Vivian vuole dare la caccia all'Agente X che a quanto pare è l'unica persona che suo padre temeva.
- Guest star: Linda Hamilton (Mary Elizabeth Bartowski), Timothy Dalton (Alexei Volkoff), Lauren Cohan (Vivian McArthur Volkoff), Mekenna Melvin (Alex McHugh), Kevin Daniels (Ellyas Abshir).

## Chuck vs. la wedding planner
- Titolo originale: Chuck Versus the Wedding Planner
- Diretto da: Anton Cropper
- Scritto da: Rafe Judkins e Lauren LeFranc

### Trama
Chuck e Sarah vengono raggirati dalla loro wedding planner Daphne Peralta alla quale aveva versato un anticipo, tentano di trovarla ma inutilmente. Per Sarah è una questione di principio, lei è la figlia di un truffatore e non può accettare di essere stata truffata a sua volta. Sarah va in Florida a trovare suo padre Jack, chiedendogli una mano, Jack è consapevole che lei lavora alla CIA consigliandole di usare le risorse dell'agenzia per rintracciare la truffatrice. La cosa sfugge di mano quando Chuck fa credere alla Beckman che Daphne è coinvolta con il terrorista Artur Novokov, tanto che il generale crea un'operazione congiunta tra la CIA, l'FBI e l'NSA che catturano Daphne, che però chiarito il malinteso viene rilasciata, inoltre Chuck e Sarah non riottengono nemmeno i loro soldi. Chuck guarda la lista dei clienti che Daphne ha truffato, ci sono i tre fratelli Klüg e ha un flash: loro tre possiedono un dispositivo chiamato Zephir contenente tutte le informazioni sui progetti nucleari del governo iraniano, i tre se lo scambiano in continuazione, ma Daphne doveva organizzare il matrimonio della sorella, quindi questa volta i tre saranno tutti presenti, di conseguenza è l'occasione giusta per ottenere lo Zephir. La Beckman non intende aiutare né Chuck né Sarah che infatti alla luce di quello che hanno fatto saranno tutti e due sospesi. Jack arriva a Burbank e decide di aiutare Chuck, Sarah, Morgan e Casey a impadronirsi dello Zephir, saranno loro a organizzare il matrimonio. In effetti nell'hotel dove si celebrano le nozze, riescono a mettere in piedi una cerimonia matrimoniale credibile, attirano in trappola i tre fratelli uno alla volta, ma nessuno di loro possiede lo Zephir. Al matrimonio arriva Kathleen, aveva seguito Casey dal Buy More dopo che lo aveva visto lì per caso, adesso ha scoperto che è ancora vivo e che ha cambiato identità. Jack spiega a Sarah che ha scoperto che lei e Chuck si sposeranno, ammette che è un po' sorpreso dato che non credeva che Sarah avrebbe scelto di sposarsi, lei ammette che con Chuck ha trovato una famiglia, qualcosa di più importante delle avventure che ha vissuto finora. Jack e Sarah capiscono che lo Zephir deve averlo qualcun altro, si tratta del padre, il quale prende Morgan come ostaggio, ma Jack lo convince ad arrendersi e Casey lo arresta requisendo lo Zephir, sotto lo sguardo di Kathleen. La Beckman, dal momento che Chuck e Sarah hanno recuperato lo Zephir, li riammette alla CIA. Kathleen sebbene all'inizio fosse delusa dal fatto che Casey avesse inscenato la sua morte, decide di non portagli rancore sapendo che per lui essere un soldato e una spia è ciò che più conta. Chuck chiede a Jack di partecipare al matrimonio, ma lui preferisce astenersi dal farlo, da tanto ha rinunciato a essere un buon padre e non vuole dare a Sarah altre delusioni. Chuck almeno lo invita a cena, ma Jack benché in un primo momento avesse accettato, poco dopo lascia Burbank senza nemmeno salutare Sarah, tuttavia le lascia il salvadanaio che le aveva portato via quando era piccola e dentro ci ha messo abbastanza soldi da permettere a Chuck e Sarah di organizzare un'altra cerimonia matrimoniale, avendo capito che Chuck è un uomo migliore di lui e che al suo fianco Sarah vivrà nuove avventure. 
- Guest star: Clare Carey (Kathleen McHugh), Gary Cole (Jack Burton), Mekenna Melvin (Alex McHugh), Lisa Lo Cicero (Daphne Peralta), Pamela Roylance (Nonna di Sarah), Timothy V. Murphy (Gerlich).

## Chuck vs. l'agente X
- Titolo originale: Chuck Versus the Agent X
- Diretto da: Robert Duncan McNeill
- Scritto da: Phil Klemmer e Craig diGregorio

### Trama
Riley a Provo recupera da un deposito della CIA un dispositivo che serve a individuare il computer di Stephen. Intanto Ellie organizza per Sarah un addio al nubilato insieme alle sue colleghe dell'ospedale e alle vecchie colleghe di Sarah del Wienerlicious, non è riuscita a invitare Carina e Zondra. Intanto Devon porta Chuck, Morgan, Casey, Big Mike, Jeff e Lester in un raduno per campeggiatori in Nevada chiamato Las Vecas per celebrare l'addio al celibato di Chuck. Devon per errore ha preso lo zaino di Ellie dove lei teneva il computer di Stephen, arriva Riley con i suoi uomini, ma Casey li sconfigge, uno di loro danneggia il computer. Tornati a Burbank, Chuck spiega a Ellie che già sapeva che lei lavorava all'Intersect, la sorella di Chuck capisce che lui non ha mai smesso di fare la spia. Chuck la porta al castello e con un flash le mostra le capacità che ha acquisito dopo aver scaricato nel proprio cervello l'Intersect 2.0 lasciandola senza parole. Ellie rivela a Chuck che nel computer ha trovato i dati su una spia che in passato scaricò nel proprio cervello l'Intersect, si chiamava Agente X, Chuck dà per scontato che si tratti proprio di lui, ma Ellie gli spiega che non è possibile perché stando ai dati raccolti l'Agente X è stato il primo Intersect umano, scaricò il supercomputer nel proprio cervello nel 1980, quella versione dell'Intersect aveva come scopo quella di ricondizionare la personalità e i ricordi di colui che lo avrebbe scaricato in modo da creargli un'identità criminale in un'operazione sotto copertura, Stephen in questi anni tentò di salvare l'Agente X che per colpa dell'Intersect divenne un criminale a tutti gli effetti in quanto la sua falsa identità prese il sopravvento su quella vera. Chuck ripara il computer danneggiato, e nei file trovano la foto di una casa, Chuck ha un flash scoprendo che l'abitazione si trova nel Somerset, tra l'altro nel computer c'è pure scritto il nome dell'Agente X: si chiama Hartley, la casa probabilmente è la sua. Chuck, Sarah e Casey vanno nella casa di Hartley e incontrano un'anziana donna, lei spiega che Hartley è suo figlio, non era una spia ma un analista della CIA, intuisce inoltre che Chuck è il figlio di Stephen, confessandogli che Stephen e Hertley erano ottimi amici. Arriva Riley con i suoi uomini, vogliono il testamento da spia di Hartley, ma Chuck lo recupera mentre la madre di Hartley fa saltare in aria la propria casa uccidendo i mercenari di Riley. Tornati al castello Chuck e i suoi amici guardano il contenuto nella custodia del testamento di Hartley e trovano una sua foto da giovane facendo così una scoperta agghiacciante: il suo nome completo era Hartley Winterbottom e l'Intersect che scaricò nel proprio cervello lo trasformò in Alexei Volkoff. Chuck intuisce che Mary lo avesse sempre saputo e che abbia deciso di lavorare sotto copertura nelle Industrie Volkoff nella speranza di liberare Hartley dall'identità criminale che lo aveva plagiato. Casey impone a tutti di insabbiare la cosa perché hanno appena scoperto uno dei peggiori segreti della CIA, ovvero che l'agenzia aveva creato uno dei criminali peggiori mai esistiti, se scopriranno che sono venuti a conoscenza della verità attenteranno alle loro vite. Ellie però non intende sorvolare, Stephen voleva salvare Hartley e ritiene che lei e suo fratello debbano finire quello che Stephen ha iniziato. 
- Guest star: Ray Wise (Riley), India de Beaufort (Jasmine), Millicent Martin (Signorina Winterbottom).

## Chuck vs. gli ultimi dettagli
- Titolo originale: Chuck Versus the Last Details
- Diretto da: Peter Lauer
- Scritto da: Alonso Myers e Henry Newman Kristin

### Trama
Ellie, Morgan e Devon stanno organizzando una cena di prova ora che il giorno del matrimonio di Chuck e Sarah è sempre più vicino, intanto Mary va ad Amacayacu in Colombia dove uno scienziato delle Industrie Volkoff ha appena assemblato il norseman e Riley lo mette alla prova proprio contro lo scienziato uccidendolo. Mary tenta di rubare l'arma ma Riley e Vivian la catturano. Chuck, Sarah e Casey vanno nel campo prigionieri di Amacayacu e liberano Mary, inoltre Vivian scopre che Mary è la madre di Chuck. Quest'ultimo intanto viene a conoscenza dei progetti di Vivian: ha contattato dei clienti, vuole vendere il norseman a un'asta. Tornati al castello Chuck si arrabbia dato che Mary sapeva che l'Agente X era Volkoff trasformatosi in un criminale per colpa dell'Intersect che Stephen fece scaricare nel suo cervello, tuttavia ha preferito per tutto questo tempo non mettere nessuno al corrente della verità. La Beckman ha scoperto che alla base di Mosca delle Industrie Volkoff sta per tenersi l'asta, tra i compratori ci sono criminali di alto profilo, tra cui Ettore La Barba, trafficante d'armi siciliano, recentemente però è stato arrestato dall'Interpol quindi la Beckman ordina che Morgan si spacci per lui in modo che possa acquistare il norseman e la CIA ne entri in possesso, la scelta del generale è motivata dal fatto che Morgan somigli molto a La Barba. Chuck, Sarah, Morgan, Casey e Mary vanno a Mosca per l'acquisto del norseman tuttavia si rivela una trappola, Riley e Vivian non volevano vendere l'arma ma usarla su coloro che erano venuti alla base delle Industrie Volkoff con l'intenzione di acquistarla, infatti hanno raccolto i loro DNA e con il norseman Riley li uccide dal momento che erano tutti loro concorrenti in affari, Morgan è l'unico che sopravvive dato che il suo DNA non è stato raccolto. Tra i criminali morti c'è un agente dell'MI6 sotto copertura, Riley però sapeva già che era una spia e gli spara uccidendolo. Vivian non pare affatto contenta di quello che lei e Riley stanno facendo, quest'ultimo però le spiega che erano tutte persone orribili e che meritavano di morire. Morgan riesce a fuggire grazie a Casey che uccide le guardie che dovevano disfarsi dei cadaveri, intanto Chuck parla con Vivian confessandole che il padre non era un criminale, si chiamava Hartley e lavorava per l'MI6 e che era lui l'Agente X. Riley conferma le sue parole, ma per incoraggiare la rabbia di Vivian distorce la verità affermando che Mary e Stephen per fare carriera alla CIA avevano forzato Hartley a diventare un criminale. Riley cerca di uccidere Chuck, ma Sarah lo salva e spara a Riley uccidendolo, mentre Vivian scappa. Tornati a Burbank, Chuck e Sarah partecipano insieme ad amici e parenti alla cena di prova, ma Chuck riceve una telefonata da Vivian che accusa lui e la sua famiglia di averle rovinato la vita, quindi decide di usare il norseman per rovinare Chuck e infatti lo aziona. Sarah inizia a sentirsi male, Vivian ha appena usato il norseman su di lei.
- Guest star: Ray Wise (Riley), Linda Hamilton (Mary Elizabeth Bartowski), Lauren Cohan (Vivian McArthur Volkoff), Michael Bailey Smith (Vlad), Mekenna Melvin (Alex McHugh)

## Chuck vs. Decker
- Titolo originale: Chuck Versus the Cliffhanger
- Diretto da: Robert Duncan McNeill
- Scritto da: Chris Fedak e Nicholas Wootton

### Trama
Sarah viene ricoverata d'urgenza in ospedale, per ora il norseman non è riuscita a ucciderla dato che Ellie e Devon l'hanno immersa in una vasca piena di ghiaccio in modo da rallentare il processo del thorium, ma è solo questione di poco e Sarah morirà. Ellie spiega a Chuck che il thorium non è un veleno ma un metallo radioattivo, Chuck capisce che solo Volkoff, colui che ha creato il norseman può sapere come guarire Sarah. Chuck e Casey vanno nel carcere di River Hill ma Volkoff è stato portato via da Clyde Decker il quale si mette in contatto con loro, Casey mette in guardia Chuck perché Decker è uno degli agenti più spietati della CIA. Decker scioglie ufficialmente la squadra di Chuck, non saranno più operativi e non avranno accesso al castello, anche se Sarah sta per morire Decker è indifferente. A Sarah restano solo 12 ore di vita, la Beckman giunge in aiuto di Chuck, gli dà accesso al castello rivelandogli che Decker sta viaggiando con Volkoff con un furgone blindato diretto a un black side nelle vicinanze di Phoenix, ma mette in chiaro con Chuck che se dovesse salvare la sua fidanzata lui e Sarah dovranno fuggire. Chuck al castello prende il Nighthawk una moto munita di artiglieria pesante. Mentre Decker è nel furgone con Volkoff e gli chiede l'identità dell'Agente X o se conosce Hartley Winterbottom egli afferma di non conoscerli, benché si tratti proprio di lui, Decker è costretto a constatare che l'Intersect nel suo cervello gli ha fatto perdere ogni ricordo della sua vera identità. Decker colpisce Volkoff con un pugno e lo costringe a indossare degli occhiali da sole, sono un dispositivo di rimozione dell'Intersect, ora Hartley ha recuperato la sua vera identità, arriva Chuck che con il Nighthawk dirotta il furgone e libera Hartley il quale scopre con stupore che Chuck è il figlio di Stephen. Chuck e Hartley vanno a casa di Casey, scopre che è invecchiato essendo trascorsi 30 anni (benché l'operazione Intersect dovesse durare solo pochi mesi) e che ha avuto una figlia di nome Vivian nel periodo in cui è stato un criminale. Hartley rivela che per guarire dal thorium serve un antidoto chiamato Iridio 5 e lo sintetizza, viene somministrato a Sarah, rallenta l'avvelenamento ma non la guarisce, guadagna al massimo un giorno in più ma morirà. Mary ricorda che quando lavorò alle Industrie Volkoff Alexei nella base a Mosca stava lavorando a un progetto chiamato "grembiule di piombo" probabilmente un antidoto al thorium. Hartley capisce che il suo alter ego Alexei aveva intuito che l'Iridio 5 non era abbastanza forte e che dunque abbia fatto creare un Iridio 6. Decker e i suoi uomini catturano Chuck e con un dispositivo simile a quello usato su Hartley rimuovono dal suo cervello l'Intersect 2.0 tuttavia Casey aiuta il suo amico a fuggire con Hartley, dovranno andare a Mosca insieme, Casey ha delle conoscenze all'Air Force Global Strike Command che li aiuteranno a raggiungere la Russia in tempi brevi. Chuck non se la sente, non potendo più contare sull'Intersect 2.0 non crede di potercela fare, ma Casey lo convince a credere nelle sue capacità perché anche senza l'Intersect lui è una delle migliori spie che abbia mai conosciuto. Chuck e Hartley raggiungono la base a Mosca delle Industrie Volkoff, finalmente Hartley conosce la figlia Vivian spiegandole che non è stata colpa di Stephen se è diventato un criminale, era stato Hartley a offrirsi volontario per il progetto Intersect, Chuck la supplica di dargli l'Iridio 6 rivelandole che Sarah è ancora viva. Vivian non se la sente dato che ormai essendo diventata una criminale non avrà più l'occasione di avere una vita serena, ma Chuck offre a lei e Hartley due identità irrintracciabili, Casey le aveva preparate per Chuck e Sarah per quando sarebbero fuggiti, ma Chuck le offre a Vivian e Hartley, così potranno rifarsi una vita, chiede solo in cambio l'Iridio 6. Morgan, Mary e Casey si appostano all'esterno dell'ospedale in attesa dell'arrivo di Chuck, vengono raggiunti da Zondra e Carina appena arrivate dall'Egitto su richiesta di Morgan. Chuck raggiunge l'ospedale con un paracadute, Decker cerca di fermarlo ma Morgan, Zondra, Casey, Mary e Carina armati tutti di pistole lo costringono ad arrendersi, ma poi vengono accerchiati dagli uomini di Decker che erano lì appostati. In realtà sono caduti nella trappola di Chuck, infatti con dei paracadute arrivano i soldati delle forze speciali russe messi a disposizione dalle Industrie Volkoff che tengono sotto tiro Decker e i suoi uomini. Chuck gli intima di lasciare in pace lui, la famiglia e gli amici con la minaccia di rendere pubblico il file sull'operazione dell'Agente X che vede coinvolta la CIA, Decker si rassegna alla sconfitta pur puntualizzando che Chuck, Sarah e Casey non lavoreranno più nei servizi segreti. Con l'Iridio 6 Sarah guarisce, lei e Chuck si sposano con Morgan a celebrare l'unione, Ellie, Carina e Zondra come damigelle della sposa, e con Devon e Casey come testimoni dello sposo. Hartley telefona a Chuck per dirgli che ha una sorpresa per lui. Dopo alcune settimane, il Buy More chiude dato che non è più una base della CIA, il castello è ora inutilizzato, Chuck di ritorno dalla luna di miele al castello trova uno scatolone dove la Beckman ha messo tutte le sue cose, Decker si mette in contatto con lui spiegandogli che c'è qualcuno che da tempo sta complottando per distruggerlo. Chuck e Sarah al castello spiegano a Casey e Morgan che con il loro aiuto vogliono creare un'impresa freelance di spionaggio dato che Hartley ha intestato ai due coniugi il patrimonio delle Industrie Volkoff con un ammontare di 877.000.000 di dollari, infatti hanno acquistato il Buy More e con esso il castello. Morgan nello scatolone con dentro la roba di Chuck trova degli occhiali da sole, li indossa e tramite essi scarica l'Intersect 2.0 nel proprio cervello.
- Guest star: Mini Andén (Carina), Mercedes Masohn (Zondra), Richard Burgi (Clyde Decker), Linda Hamilton (Mary Elizabeth Bartowski), Lauren Cohan (Vivian McArthur Volkoff), Timothy Dalton (Alexei Volkoff / Hartley Winterbottom)